# Liste der unentbehrlichen Arzneimittel der Weltgesundheitsorganisation
Die Liste der unentbehrlichen Arzneimittel der Weltgesundheitsorganisation (WHO Model List of Essential Medicines) enthält Wirkstoffe und deren Zubereitungen, die als unentbehrliche Arzneimittel eingestuft werden. Mit diesen lassen sich nach der Definition der Weltgesundheitsorganisation (WHO) die dringlichsten Bedürfnisse einer Bevölkerung zur medizinischen Versorgung befriedigen. Die Modellliste ist als Empfehlung für Regierungen einzelner Staaten gedacht, um eigene Versorgungsstandards zu entwickeln, die an nationale Richtlinien und regionale Gegebenheiten angepasst sind. Bis Ende 2003 hatten 156 Staaten offizielle Listen von unentbehrlichen Arzneimitteln entwickelt.

## Erläuterungen
- Die Auswahl der Stoffe nimmt das Expert Committee on the Selection and Use of Essential Medicines vor. Alle zwei Jahre wird die Liste revidiert, aktuell ist die 23. Version vom Juli 2023. Erstveröffentlichung war im Jahre 1977.

- Die in der Hauptliste (Core List) enthaltenen Wirkstoffe werden gemäß der WHO für den Betrieb eines Basis-Gesundheitssystems benötigt. Sie sollen die effizientesten, sichersten und kosteneffektivsten Mittel für wichtige Erkrankungen darstellen.

- Komplementäre Wirkstoffe (Complementary List) betreffen Krankheiten, die spezielle Diagnostik und spezielle therapeutische Möglichkeiten erfordern. Auch weniger kosteneffektive Mittel werden als komplementär geführt.

- Die WHO markiert Wirkstoffe mit einem quadratischen Symbol (□), bei denen der Einsatz eines alternativen Wirkstoffes mit vergleichbaren therapeutischen Eigenschaften und gleicher Sicherheit in der Anwendung möglich ist. Dieser soll bei der Übernahme und Anpassung der Liste an nationale Gegebenheiten aufgrund dieser Überlegungen und anhand des Preises und der Verfügbarkeit festgelegt werden.[A 1]

- Seit 2007 wird eine eigene Liste für Kinder (WHO Model List of Essential Medicines for Children) herausgegeben, 2017 in der sechsten Auflage. In der 16. Version der allgemeinen Liste sind dennoch Hinweise zum Gebrauch im Kindesalter ergänzt worden.

## Tabelle der Arzneimittel

### 1 Anästhetika
| Name                                      | empfohlene Applikationsform               | Indikationen gemäß Weltgesundheitsorganisation | Jahr der Aufnahme                         |
| 1.1 – Allgemeinanästhetika und Sauerstoff | 1.1 – Allgemeinanästhetika und Sauerstoff | 1.1 – Allgemeinanästhetika und Sauerstoff | 1.1 – Allgemeinanästhetika und Sauerstoff |
| 1.1.1 Inhalationsanästhetika              | 1.1.1 Inhalationsanästhetika              | 1.1.1 Inhalationsanästhetika | 1.1.1 Inhalationsanästhetika              |
| ----------------------------------------- | ----------------------------------------- | --- | ----------------------------------------- |
| Halothan                                  | Inhalation                                | Inhalationsanästhetikum zur Einleitung und Aufrechterhaltung einer Allgemeinanästhesie (Narkose) | 1997                                      |
| Isofluran                                 | Inhalation                                | Inhalationsanästhetikum zur Einleitung und Aufrechterhaltung einer Allgemeinanästhesie (Narkose) | 2011                                      |
| Lachgas                                   | Inhalation                                | Aufrechterhaltung einer Allgemeinanästhesie in Kombination mit anderen Anästhetika; Analgesie in der Geburtshilfe, bei Verletzungen und Schmerzen in der Palliativmedizin                                                            | 1977                                      |
| Sauerstoff                                | Inhalation                                | Aufrechterhaltung der Sauerstoffversorgung während einer Narkose, Anwendung bei Neugeborenen und Kindern, zur Reanimation und zur Behandlung von Störungen der Atmung                                                                | 1979                                      |
| 1.1.2 Injektionsanästhetika               |                                           | |                                           |
| Ketamin                                   | Injektion                                 | Einleitung und Aufrechterhaltung einer Allgemeinanästhesie, Schmerzmittel | 1985                                      |
| Propofol                                  | Injektion                                 | Einleitung einer Allgemeinanästhesie (ersetzt 2011 das seit 1977 gelistete Thiopental, dieses wird weiter als Alternative genannt)                                                                                                   | 2011                                      |
| 1.2 – Lokalanästhetika                    |                                           | |                                           |
| Bupivacain                                | Injektion                                 | Langwirksames Lokalanästhetikum für die Infiltrationsanästhesie, periphere und sympathische Nervenblockaden, Spinal- und Epiduralanästhesie                                                                                          | 1977                                      |
| Lidocain                                  | Injektion, topische Formulierung          | Lokalanästhesie, Zahnärztliche Eingriffe, Spinalanästhesie | 1977                                      |
| Lidocain + Adrenalin                      | Injektion                                 | Lokalanästhesie, vor allem bei Zahneingriffen, nicht bei Eingriffen am Finger | 1979                                      |
| Ephedrin (komplementär)                   | Injektion                                 | Therapie von Blutdruckabfällen bei der Spinalanästhesie zum Kaiserschnitt | 1998                                      |
| 1.3 – Prämedikation und Sedierung         |                                           | |                                           |
| Atropin                                   | Injektion                                 | Prämedikation zur Vorbeugung gegen Bradykardie | 1988                                      |
| Midazolam                                 | Injektion, Saft, Tablette                 | Prämedikation vor chirurgischen Eingriffen, Sedierung mit Amnesie bei endoskopischen Untersuchungen und Eingriffen in Lokalanästhesie (ersetzt 2011 das seit 1985 gelistete Diazepam)                                                | 2011                                      |
| Morphin                                   | Injektion                                 | Schmerzmittel | 1988                                      |
| 1.4 – Medizinische Gase                   |                                           | |                                           |
| Sauerstoff                                | Inhalation                                | Management des Sauerstoffbedarfs, Vermeidung der Hypoxämie (Nicht mehr als 30 % Sauerstoff sollte für die Initiierung der Reanimation von Neugeborenen verwendet werden, die in oder vor der 32. Schwangerschaftswoche geboren sind) | 2017 (neue Indikation)                    |

### 2 Analgetika
| Name                                                             | empfohlene Applikationsform                                      | Indikationen gemäß Weltgesundheitsorganisation                                                                                        | Jahr der Aufnahme                                                |
| 2.1 Nichtopioid-Analgetika und nichtsteroidale Entzündungshemmer | 2.1 Nichtopioid-Analgetika und nichtsteroidale Entzündungshemmer | 2.1 Nichtopioid-Analgetika und nichtsteroidale Entzündungshemmer                                                                      | 2.1 Nichtopioid-Analgetika und nichtsteroidale Entzündungshemmer |
| ---------------------------------------------------------------- | ---------------------------------------------------------------- | --- | ---------------------------------------------------------------- |
| Acetylsalicylsäure                                               | Tablette, Zäpfchen                                               | Leichte Schmerzen, Fieber | 1977                                                             |
| Ibuprofen                                                        | Saft, Tablette                                                   | Leichte Schmerzen, Fieber | 1977                                                             |
| Paracetamol                                                      | Saft, Tablette, Zäpfchen                                         | Leichte Schmerzen, Fieber | 1977                                                             |
| 2.2 Opioid-Analgetika                                            |                                                                  | |                                                                  |
| Codein                                                           | Tablette                                                         | Niedrigpotentes Analgetikum für leichte bis mittlere Schmerzen                                                                        | 1985                                                             |
| Fentanyl                                                         | Transdermales Pflaster                                           | Schmerzen bei Krebserkrankungen | 2017                                                             |
| Morphin                                                          | Granulat, Injektion, Saft, Tablette, Retardtablette              | Hochpotentes Analgetikum zum postoperativen Einsatz und bei schweren Schmerzen Therapeutische Alternativen: Hydromorphon und Oxycodon | 1977                                                             |
| Methadon (komplementär)                                          | Tablette, Lösung zum Einnehmen                                   | Schmerzen bei Krebserkrankungen | 2017 (neue Indikation)                                           |
| 2.3 In der Palliativmedizin eingesetzte Medikamente              |                                                                  | |                                                                  |
| Amitriptylin                                                     | Tablette                                                         | [ A 3 ] | 2011                                                             |
| Cyclizin                                                         | Injektion, Tablette                                              | [ A 3 ] | 2011                                                             |
| Dexamethason                                                     | Injektion, Saft, Tablette                                        | [ A 3 ] | 2011                                                             |
| Diazepam                                                         | Injektion, Saft, Tablette, Rektalgel                             | [ A 3 ] | 2011                                                             |
| Docusat-Natrium                                                  | Kapsel, Saft                                                     | [ A 3 ] | 2011                                                             |
| Fluoxetin                                                        | Feste orale Form                                                 | [ A 3 ] | 2011                                                             |
| Haloperidol                                                      | Injektion, feste oder flüssige orale Form                        | [ A 3 ] | 2013                                                             |
| Butylscopolaminbromid                                            | Injektion                                                        | [ A 3 ] | 2013                                                             |
| Scopolaminhydrobromid                                            | Transdermales Pflaster, Injektion                                | [ A 3 ] | 2011                                                             |
| Laktulose                                                        | Saft                                                             | [ A 3 ] | 2011                                                             |
| Loperamid                                                        | Feste orale Form                                                 | [ A 3 ] | 2013                                                             |
| Metoclopramid                                                    | Injektion, feste oder flüssige orale Form                        | [ A 3 ] | 2013                                                             |
| Midazolam                                                        | Injektion, feste oder flüssige orale Form                        | [ A 3 ] | 2011                                                             |
| Ondansetron                                                      | Injektion, feste oder flüssige orale Form                        | Therapeutische Alternativen: Dolasetron, Granisetron, Palonosetron oder Tropisetron                                                   | 2011                                                             |
| Senna                                                            | Saft                                                             | [ A 3 ] | 2011                                                             |

### 3 Therapie von Allergie und Anaphylaxie
| Name          | empfohlene Applikationsform | Indikationen gemäß Weltgesundheitsorganisation                                                                         | Jahr der Aufnahme |
| ------------- | --------------------------- | --- | ----------------- |
| Dexamethason  | Injektion                   | Kortikosteroid zur Behandlung der Allergie und Anaphylaxie                                                             | 1985              |
| Adrenalin     | Injektion                   | schwere Anaphylaxie, schweres Angioödem                                                                                | 1988              |
| Hydrocortison | Pulver zur Injektion        | Kombination mit Adrenalin im anaphylaktischen Schock                                                                   | 1988              |
| Loratadin     | Saft, Tablette              | Unterdrückung von Histaminwirkungen für spezielle Indikationen Therapeutische Alternativen: Cetirizin oder Fexofenadin | 2013              |
| Prednisolon   | Saft, Tablette              | Entzündungshemmung bei allergischen Erkrankungen Therapeutische Alternative: Prednison                                 | 1985              |

### 4 Antidota
| Name                         | empfohlene Applikationsform  | Indikationen gemäß Weltgesundheitsorganisation                                          | Jahr der Aufnahme            |
| 4.1 Unspezifische Gegengifte | 4.1 Unspezifische Gegengifte | 4.1 Unspezifische Gegengifte                                                            | 4.1 Unspezifische Gegengifte |
| ---------------------------- | ---------------------------- | --------------------------------------------------------------------------------------- | ---------------------------- |
| Aktivkohle                   | Pulver                       | Antidot für perorale akute Vergiftungen                                                 | 1977                         |
| 4.2 Spezifische Gegengifte   |                              |                                                                                         |                              |
| Acetylcystein                | Injektion, Saft              | Antidot bei Paracetamol-Vergiftung                                                      | 2000                         |
| Atropin                      | Injektion                    | Antidot bei Organophosphat-Vergiftungen                                                 | 1997                         |
| Calciumgluconat              | Injektion                    | Behandlung der Magnesium-Toxizität                                                      | 1998                         |
| Methylenblau                 | Injektion                    | akute Methämoglobinämie                                                                 | 1985                         |
| Naloxon                      | Injektion                    | Opioid-Antidot                                                                          | 1983                         |
| Penicillamin                 | Kapsel oder Tablette         | Bleivergiftung                                                                          | 1985                         |
| Eisen(III)-hexacyanoferrat   | Pulver für die orale Gabe    | Thallium-Vergiftung                                                                     | 1990                         |
| Natriumnitrit                | Injektion                    | Antidot bei Cyanid-Vergiftung                                                           | 1979                         |
| Natriumthiosulfat            | Injektion                    | Antidot bei Cyanid-Vergiftung                                                           | 1977                         |
| Deferoxamin (komplementär)   | Pulver zu Injektion          | Behandlung der akuten Eisenvergiftung sowie chronischer Eisen- und Aluminium-Überladung | 1979                         |
| Dimercaprol (komplementär)   | Injektion                    | Behandlung von Schwermetallvergiftungen, außer Eisen, Cadmium oder Selen                | 1977                         |
| Fomepizol (komplementär)     | Injektion                    | Behandlung von Vergiftungen mit Ethylenglycol oder Methanol                             | 2013                         |
| EDTA (komplementär)          | Injektion                    | Schwermetallvergiftungen, Bleivergiftung                                                | 1979                         |
| Succimer (komplementär)      | Tablette oder Kapsel         | Schwermetallvergiftungen                                                                | 2011                         |

### 5 Antiepileptika
| Name                         | empfohlene Applikationsform                            | Indikationen gemäß Weltgesundheitsorganisation                                           | Jahr der Aufnahme |
| ---------------------------- | ------------------------------------------------------ | ---------------------------------------------------------------------------------------- | ----------------- |
| Carbamazepin                 | Saft, Kautablette oder teilbare Tablette               | Generalisierte tonisch-klonische sowie fokale Krampfanfälle, Trigeminusneuralgie         | 1988              |
| Diazepam                     | rektales Gel oder Zäpfchen                             | Status epilepticus                                                                       | 1977              |
| Lamotrigin                   | Tablette, Kau- oder Disperstablette                    | Als Ergänzungstherapie bei therapieresistenten partiellen oder generalisierten Anfällen. | 2017              |
| Lorazepam                    | Injektionslösung                                       | Therapeutische Alternativen: Diazepam (Injektionslösung) – Midazolam (Injektionslösung)  | 2009              |
| Magnesiumsulfat              | Injektion                                              | Eklampsie, schwere Präeklampsie, nicht bei anderen epileptischen Erkrankungen            | 2003              |
| Midazolam                    | Injektion                                              |                                                                                          | 2015              |
| Phenobarbital                | Injektion, Saft, Tablette                              | Alle Formen der Epilepsie, außer Absencen                                                | 1977              |
| Phenytoin                    | Injektion, feste oder flüssige orale Form, Kautablette | Alle Formen der Epilepsie, außer Absencen                                                | 1977              |
| Valproat                     | Saft, Tablette                                         | Kontrolle der Epilepsie                                                                  | 1979              |
| Ethosuximid (komplementär)   | Kapsel, Saft                                           | Absencen                                                                                 | 1977              |
| Valproinsäure (komplementär) | Injektion                                              |                                                                                          | 2015              |

### 6 Wirkstoffe gegen Infektionskrankheiten
| Name                                                                    | empfohlene Applikationsform                                       | Indikationen gemäß Weltgesundheitsorganisation | Jahr der Aufnahme                |
| 6.1 Wurmmittel (Anthelminthika)                                         | 6.1 Wurmmittel (Anthelminthika)                                   | 6.1 Wurmmittel (Anthelminthika) | 6.1 Wurmmittel (Anthelminthika)  |
| 6.1.1 Intestinale Anthelminthika                                        | 6.1.1 Intestinale Anthelminthika                                  | 6.1.1 Intestinale Anthelminthika | 6.1.1 Intestinale Anthelminthika |
| ----------------------------------------------------------------------- | ----------------------------------------------------------------- | --- | -------------------------------- |
| Albendazol                                                              | Tablette                                                          | Behandlung verschiedener Wurmerkrankungen: Echinokokkose (soweit nicht chirurgisch zugängig), Zystizerkose, Infektionen mit Haken- und Fadenwürmern, Ascariasis, Strongyloidiasis, Enterobiasis, Trichuriasis, Capillariasis, Filariose                                 | 1990                             |
| Ivermectin                                                              | Tablette                                                          | | 2017 (neue Indikation)           |
| Levamisol                                                               | Tablette                                                          | Behandlung von Spul- und Fadenwurminfektionen | 1988                             |
| Mebendazol                                                              | Tablette                                                          | Behandlung von Wurmerkrankungen mit Maden-, Faden- und Hakenwürmern | 1977                             |
| Niclosamid                                                              | Tablette                                                          | Behandlung von Bandwurminfektionen | 1977                             |
| Praziquantel                                                            | Tablette                                                          | Behandlung von Saug- und Bandwurminfektionen | 1985                             |
| Pyrantel                                                                | Saft, Tablette                                                    | Behandlung von Wurmerkrankungen mit Maden-, Peitschen- und Hakenwürmern | 1983                             |
| 6.1.2 Mittel gegen Fadenwürmer                                          |                                                                   | |                                  |
| Albendazol                                                              | Tablette                                                          | Behandlung verschiedener Wurmerkrankungen: Echinokokkose (soweit nicht chirurgisch zugängig), Zystizerkose, Infektionen mit Haken- und Fadenwürmern, Ascariasis, Strongyloidiasis, Enterobiasis, Trichuriasis, Capillariasis, Filariose                                 | 1990                             |
| Diethylcarbamazin                                                       | Tablette                                                          | Behandlung der Filariose u. a. der Loiasis | 1977                             |
| Ivermectin                                                              | Tablette                                                          | Behandlung der Onchozerkose und Filariose | 1988                             |
| 6.1.3 Mittel gegen Schistosoma (Pärchenegel) und Trematoda (Saugwürmer) |                                                                   | |                                  |
| Praziquantel                                                            | Tablette                                                          | Behandlung der Schistosomiasis (Bilharziose) des Darm- und Urogenitaltraktes | 1983                             |
| Triclabendazol                                                          | Tablette                                                          | Behandlung der Fasziolose und Paragonimiasis | 1977                             |
| Oxamniquin (komplementär)                                               | Kapsel, Saft                                                      | Behandlung von Infektionen mit Schistosoma mansoni | 1997                             |
| 6.2 Antibakterielle Wirkstoffe (Antibiotika)                            |                                                                   | |                                  |
| 6.2.1 Access-Gruppe                                                     |                                                                   | |                                  |
| Amikacin                                                                | Injektion                                                         | Behandlung der Pyelonephritis und Neutropenie | 2019                             |
| Amoxicillin                                                             | Kapsel, Pulver                                                    | Behandlung eines breiten Spektrums von Erregern bei akuten Atemwegsinfekten, Harnwegsinfekten, Sinusitiden, Infektionen mit Chlamydien oder Helicobacter pylori | 1990                             |
| Amoxicillin + Clavulansäure                                             | Saft, Tablette                                                    | Infektionen mit β-Laktamase-produzierenden Keimen | 1998                             |
| Ampicillin                                                              | Pulver zur Injektion                                              | Behandlung der Peritonitis, Meningitis, Endokarditis | 1977                             |
| Benzathin-Benzylpenicillin                                              | Pulver zur Injektion                                              | Prophylaxe des rheumatischen Fiebers, Syphilis, Diphtherie | 1977                             |
| Benzylpenicillin                                                        | Pulver zur Injektion                                              | Behandlung von Infektionen mit Streptokokken, Meningokokken, Treponemen | 1977                             |
| Cefalexin                                                               | Kapsel, Pulver für Saft                                           | (Einsatz bei Kindern) | 2009                             |
| Cefazolin                                                               | Pulver zur Injektion                                              | Prophylaxe von chirurgischen Infektionen | k. A.                            |
| Chloramphenicol                                                         | Kapsel, Saft, Injektionslösung, Pulver zur Injektion              | Behandlung von Infektionen mit diversen Bakterien, unter anderem Haemophilus influenzae, Salmonella typhi, Borrelien, Hirnhautentzündung mit Meningokokken | 1977                             |
| Clindamycin                                                             | Injektionslösung, Kapsel, Saft                                    | Infektionen | 1992                             |
| Cloxacillin                                                             | Kapsel, Pulver für Saft, Pulver zur Injektion                     | Penicillinase-fester Wirkstoff zur Behandlung verschiedener Staphylokokken-Infektion | 1977                             |
| Doxycyclin                                                              | Kapsel, Saft, Pulver zur Injektion                                | Tetracyclin, Einsatz bei einer Vielzahl von Infektionen, speziell bei Chlamydien-Infektion, Lymphogranuloma venereum, Typhus sowie der Lyme-Borreliose | 1977                             |
| Gentamicin                                                              | Injektionslösung                                                  | Aminoglykosid mit breitem Wirkspektrum | 1977                             |
| Metronidazol                                                            | Injektionslösung, Saft, Tablette, Zäpfchen                        | Wirkstoff aus der Gruppe der Nitroimidazole gegen anaerobe Erreger | 1979                             |
| Nitrofurantoin                                                          | Saft, Tablette                                                    | Antibiotikum für Harnwegsinfekte, einschließlich prophylaktischer Anwendung | 1979                             |
| Phenoxymethylpenicillin                                                 | Pulver für Saft, Tablette                                         | Behandlung von Infektionen des HNO-Bereiches (Tonsillitis, Mittelohrentzündung) und der Haut (Erysipel, Zellulitis), Rheumatisches Fieber | 1977                             |
| Procain-Benzylpenicillin                                                | Pulver zur Injektion                                              | Langwirksames Antibiotikum zur Behandlung einer Vielzahl von Infektionskrankheiten (Syphilis, Lungenentzündung des Kindes, Milzbrand, Diphtherie, Bissverletzungen) | 1983                             |
| Spectinomycin                                                           | Pulver zur Injektion                                              | Aminoglykosid, wirksam bei verschiedenen Infektionen als Ersatz für Cephalosporine oder Chinolon-Antibiotika | 1977                             |
| Sulfamethoxazol + Trimethoprim (entspricht Cotrimoxazol)                | Injektionslösung, Saft, Tablette                                  | Wirkstoffkombination zum Einsatz bei Infekten der Atem- und Harnwege | 1977                             |
| Trimethoprim                                                            | Saft, Tablette                                                    | Antibiotikum für Harnwegsinfekte | 2021                             |
| 6.2.2 Watch-Gruppe                                                      |                                                                   | |                                  |
| Azithromycin                                                            | Kapsel, Saft                                                      | Makrolidantibiotikum, nur gelistet für Einzeldosis-Anwendungen im Einsatz bei Infektionen von Auge (Trachom) oder Genitalregion mit Chlamydia trachomatis | 2003                             |
| Cefixim                                                                 | Kapsel                                                            | Behandlung der Gonorrhoe | 2005                             |
| Cefotaxim                                                               | Pulver zur Injektion                                              | Cephalosporin der dritten Generation, Mittel der Wahl bei Neugeborenen | 2009                             |
| Ceftriaxon                                                              | Pulver zur Injektion                                              | Behandlung von Hirnhautentzündungen aufgrund verschiedener Erreger | 2005                             |
| Cefuroxim                                                               | Pulver zur Injektion                                              | Prophylaxe | 2019                             |
| Ciprofloxacin                                                           | Infusionslösung, Saft, Tablette                                   | Gyrasehemmer zur Behandlung unter anderem der Cholera, Shigellose, Typhus und Gonorrhoe | 1990                             |
| Clarithromycin                                                          | Tablette, Kapsel, Pulver zur Injektion, Lösliches Pulver als Saft | Kombinationstherapie zur Helicobacter-pylori-Eradikation Therapeutische Alternative: Erythromycin | 2011                             |
| Piperacillin + Tazobactam                                               | Pulver zur Injektion                                              | Behandlung intraabdomineller Infektionen, der Neutropenie und von Lungenentzündungen | 2019                             |
| Vancomycin                                                              | Kapsel                                                            | Wirkstoff gegen Clostridium difficile | 1997                             |
| Ceftazidim (komplementär)                                               | Pulver zur Injektion                                              | Wirkstoff gegen Pseudomonas aeruginosa | 1997                             |
| Meropenem (komplementär)                                                | Pulver zur Injektion                                              | Reservemittel mit breitem Wirkspektrum gegen multiresistente Erreger Therapeutische Alternative: Imipenem plus Cilastatin | 2019                             |
| Vancomycin (komplementär)                                               | Pulver zur Injektion                                              | Reservewirkstoff gegen resistente Keime, unter anderem MRSA | 1997                             |
| 6.2.3 Reserve-Gruppe                                                    |                                                                   | |                                  |
| Cefiderocol (komplementär)                                              | Pulver zur Injektion                                              | | 2021                             |
| Ceftazidim + Avibactam (komplementär)                                   | Pulver zur Injektion                                              | [ A 3 ] | 2019                             |
| Colistin (komplementär)                                                 | Pulver zur Injektion                                              | [ A 3 ] | 2019                             |
| Fosfomycin (komplementär)                                               | Pulver zur Injektion                                              | [ A 3 ] | 2019                             |
| Linezolid (komplementär)                                                | Pulver zur Injektion, Injektionslösung, Tablette                  | [ A 3 ] | 2019                             |
| Meropenem + Vaborbactam (komplementär)                                  | Pulver zur Injektion                                              | [ A 3 ] | 2019                             |
| Plazomicin (komplementär)                                               | Injektionslösung                                                  | [ A 3 ] | 2019                             |
| Polymyxin B (komplementär)                                              | Pulver zur Injektion                                              | [ A 3 ] | 2019                             |
| 6.2.4 Lepra-Medikamente                                                 |                                                                   | |                                  |
| Clofazimin                                                              | Kapsel                                                            | Behandlung der lepromatösen Lepra als Teil einer Kombinationstherapie | 1979                             |
| Dapson                                                                  | Tablette                                                          | Behandlung aller Formen der Lepra als Teil einer Kombinationstherapie | 1979                             |
| Rifampicin                                                              | Kapsel, Tablette                                                  | Behandlung der Lepra als Teil einer Kombinationstherapie | 1977                             |
| 6.2.5 Tuberkulostatika                                                  |                                                                   | |                                  |
| Ethambutol                                                              | Saft, Tablette                                                    | Behandlung der Tuberkulose (Tbc) als Teil einer Kombinationstherapie | 1977                             |
| Ethambutol + Isoniazid + Rifampicin                                     | Tablette                                                          | Kombinationstherapie zur Behandlung der Tuberkulose | 2007                             |
| Ethambutol + Isoniazid + Pyrazinamid + Rifampicin                       | Tablette                                                          | Kombinationstherapie zur Behandlung der Tuberkulose | 2000                             |
| Isoniazid                                                               | Saft, Tablette                                                    | Behandlung der Tuberkulose als Teil einer Kombinationstherapie, Tbc-Prophylaxe | 1977                             |
| Isoniazid + Pyrazinamid + Rifampicin                                    | Tablette                                                          | Kombinationstherapie zur Behandlung der Tuberkulose | 1997                             |
| Isoniazid + Rifampicin                                                  | Tablette                                                          | Kombinationstherapie zur Behandlung der Tuberkulose | 1990                             |
| Isoniazid + Rifapentin                                                  | Tablette                                                          | | 2021                             |
| Pyrazinamid                                                             | Saft, Tablette                                                    | Behandlung der Tuberkulose als Teil einer Kombinationstherapie | 1983                             |
| Rifabutin                                                               | Kapsel                                                            | Behandlung der Tuberkulose bei gleichzeitigem Vorliegen von HIV | 2011                             |
| Rifampicin                                                              | Kapsel, Saft, Tablette                                            | Behandlung der Tuberkulose als Teil einer Kombinationstherapie | 1977                             |
| Rifapentin                                                              | Tablette                                                          | Behandlung einer latenten Tuberkulose (LTBI) | 2021                             |
| Amikacin (komplementär)                                                 | Pulver zur Injektion                                              | Behandlung der multiresistenten Tuberkulose (MDR-TB) | 2002                             |
| Amoxicillin + Clavulansäure (komplementär)                              | Saft, Tablette                                                    | [ A 3 ] | 2019                             |
| Bedaquilin (komplementär)                                               | Tablette                                                          | Behandlung der multiresistenten Tuberkulose (MDR-TB) | 2015                             |
| Capreomycin (komplementär)                                              | Pulver zur Injektion                                              | Behandlung der multiresistenten Tuberkulose in spezielle Zentren | 2002                             |
| Clofazimin (komplementär)                                               | Kapsel, Tablette                                                  | [ A 3 ] | 2019                             |
| Cycloserin (komplementär)                                               | Kapsel, Tablette                                                  | Mittel der zweiten Wahl bei der multiresistenten Tuberkulose-Tuberkulose Therapeutische Alternative: Terizidon | 2000                             |
| Delamanid (komplementär)                                                | Tablette                                                          | Mittel der zweiten Wahl bei der multiresistenten Tuberkulose | 2015                             |
| Ethionamid (komplementär)                                               | Tablette                                                          | Reservemittel bei der multiresistenten Tuberkulose; Prothionamid kann alternativ zu Ethionamid eingesetzt werden. Therapeutische Alternative: Protionamid | 2000                             |
| Levofloxacin (komplementär)                                             | Tablette                                                          | Reservemittel bei der multiresistenten Tuberkulose; Ofloxacin und Moxifloxacin können als Alternative zu Levofloxacin eingesetzt werden. | 2002                             |
| Linezolid (komplementär)                                                | Injektion, Lösliches Pulver als Saft, Tablette                    | | 2015                             |
| Meropenem (komplementär)                                                | Pulver zur Injektion                                              | Therapeutische Alternative: Imipenem + Cilastatin | 2019                             |
| Moxifloxacin (komplementär)                                             | Tablette                                                          | [ A 3 ] | 2019                             |
| Paraaminosalicylsäure (komplementär)                                    | Granulat oder Tablette                                            | Reservemittel bei der multiresistenten Tuberkulose | 2002                             |
| Streptomycin (komplementär)                                             | Pulver zur Injektion                                              | Behandlung der Tuberkulose als Teil einer Kombinationstherapie | 1977                             |
| 6.3 Wirkstoffe gegen Pilzinfektionen (Antimykotika)                     |                                                                   | |                                  |
| Amphotericin B                                                          | Pulver zur Injektion                                              | Behandlung von lebensbedrohlichen Pilzinfektionen wie Histoplasmose, Kokzidioidomykose, Parakokzidioidomykose, Blastomykose, Aspergillose, Kryptokokkose, Mucormykose, Sporotrichose und Candidiasis                                                                    | 2003                             |
| Clotrimazol                                                             | Vaginalcreme oder Vaginaltablette                                 | Candidiasis der Vulva oder Vagina | 2005                             |
| Fluconazol                                                              | Kapsel, Injektion, Saft                                           | Breitspektrum-Antimykotikum | 1998                             |
| Flucytosin                                                              | Kapsel, Infusion                                                  | Behandlung systemischer Hefen- und Pilzerkrankungen | 1977                             |
| Griseofulvin                                                            | Kapsel, Saft, Tablette                                            | Behandlung von Infektionen der Haut, Haare und Nägel, wenn eine topische Behandlung erfolglos war. | 1977                             |
| Itraconazol                                                             | Kapsel, Lösung zum Einnehmen                                      | Behandlung chronischer Lungenaspergillose, Histoplasmose, Sporotrichose, Parakokkidiodomykose, durch T. marneffei verursachten Mykosen sowie Chromoblastomykosen; Prophylaxe von Histoplasmosen und von durch T. marneffei verursachter Infektionen bei AIDS-Patienten. | 2017                             |
| Nystatin                                                                | Saft, Tablette, Pessar                                            | Candidiasis von Haut und Schleimhäuten | 1979                             |
| Voriconazol                                                             | Tablette, Pulver für Lösungen zur Injektion oder zum Einnehmen    | Behandlung der chronischen Lungenaspergillose und der akuten invasiven Aspergillose | 2017                             |
| Micafungin (komplementär)                                               | Pulver für Lösungen zur Injektion                                 | Therapeutische Alternativen: Anidulafungin oder Caspofungin | 2021                             |
| Kaliumiodid (komplementär)                                              | Lösung                                                            | Behandlung der kutanen Sporotrichose | 1997                             |
| 6.4 Antivirale Medikamente (Virostatika)                                |                                                                   | |                                  |
| 6.4.1 Herpes-Therapie                                                   |                                                                   | |                                  |
| Aciclovir                                                               | Saft, Pulver zur Injektion, Tablette                              | Behandlung des Genitalherpes (Herpes-simplex-Infektion), Behandlung von Windpocken bei immungeschwächten Personen Therapeutische Alternative: Valaciclovir (oral) | 1998                             |
| 6.4.2 Antiretrovirale Therapie                                          |                                                                   | |                                  |
| 6.4.2.1 Nukleosidische Reverse-Transkriptase-Inhibitoren                |                                                                   | |                                  |
| Abacavir                                                                | Saft, Tabletten                                                   | Kombinationstherapie der HIV-Infektion | 2002                             |
| Lamivudin                                                               | Saft, Tablette                                                    | Kombinationstherapie der HIV-Infektion | 2002                             |
| Tenofovirdisoproxilfumarat                                              | Tablette                                                          | Kombinationstherapie der HIV-Infektion | 2007                             |
| Zidovudin                                                               | Injektion, Kapsel, Saft, Tablette                                 | Kombinationstherapie der HIV-Infektion. Prophylaxe der Übertragung des Virus von der Mutter auf den Fötus | 1998                             |
| 6.4.2.2 Nichtnukleosidische Reverse-Transkriptase-Inhibitoren           |                                                                   | |                                  |
| Efavirenz                                                               | Tablette                                                          | Kombinationstherapie der HIV-Infektion mit mindestens zwei anderen Medikamenten | 2002                             |
| Nevirapin                                                               | Saft, Tablette                                                    | Kombinationstherapie der HIV-Infektion mit mindestens zwei anderen Medikamenten | 2000                             |
| 6.4.2.3 Proteaseinhibitoren                                             |                                                                   | |                                  |
| Atazanavir + Ritonavir                                                  | Saft, Tablette, Kapsel                                            | [ A 3 ] | 2019                             |
| Darunavir                                                               | Tablette                                                          | | 2015                             |
| Lopinavir + Ritonavir                                                   | Kapsel, Saft, Tablette                                            | Kombinationstherapie der HIV-Infektion | 2002                             |
| Ritonavir                                                               | Kapsel, Saft, Tablette                                            | Kombinationstherapie der HIV-Infektion | 2002                             |
| 6.4.2.4 Integrase-Inhibitoren                                           |                                                                   | |                                  |
| Dolutegravir                                                            | Tablette                                                          | [ A 3 ] | 2019                             |
| Raltegravir                                                             | Tablette, Granulat                                                | Behandlung schwangerer Frauen | 2019                             |
| Kombinationspräparate, vgl. Hochaktive antiretrovirale Therapie         |                                                                   | |                                  |
| Abacavir + Lamivudin                                                    | Tablette                                                          | | 2015                             |
| Dolutegravir + Lamivudin + Tenofovir                                    | Tablette                                                          | [ A 3 ] | 2019                             |
| Efavirenz + Emtricitabin + Tenofovir                                    | Tablette                                                          | (Kombinationstherapie der HIV-Infektion) Therapeutische Alternative für Emtricitabin: Lamivudin | 2007                             |
| Efavirenz + Lamivudin + Tenofovir                                       | Tablette                                                          | [ A 3 ] | 2019                             |
| Emtricitabin + Tenofovir                                                | Tablette                                                          | (Kombinationstherapie der HIV-Infektion) Therapeutische Alternative für Emtricitabin: Lamivudin | 2007                             |
| Lamivudin + Zidovudin                                                   | Tablette                                                          | (Kombinationstherapie der HIV-Infektion) | 2007                             |
| 6.4.2.5 Vorbeugung opportunistischer HIV-Infektionen                    |                                                                   | |                                  |
| Isoniazid + Pyridoxin + Sulfamethoxazol + Trimethoprim                  | Tablette                                                          | [ A 3 ] | 2019                             |
| 6.4.3 Andere Virostatika                                                |                                                                   | |                                  |
| Ribavirin                                                               | Injektion, Kapsel                                                 | Behandlung des viralen hämorrhagischen Fiebers | 2007                             |
| Valganciclovir                                                          | Tablette                                                          | Behandlung der CMV-Retinitis | 2015                             |
| Oseltamivir (komplementär)                                              | Kapsel, Pulver                                                    | Behandlung schwerer Influenza-H1N1-Erkrankungen | 2011                             |
| Valganciclovir (komplementär)                                           | Tablette, Pulver                                                  | Behandlung der CMV-Retinitis | 2019                             |
| 6.4.4 Mittel gegen Hepatitis                                            |                                                                   | |                                  |
| 6.4.4.1 Mittel gegen Hepatitis B                                        |                                                                   | |                                  |
| 6.4.4.1.1 Nukleosidische Reverse-Transkriptase-Inhibitoren              |                                                                   | |                                  |
| Entecavir                                                               | Tropfen zum Einnehmen, Tabletten                                  | Behandlung der Hepatitis B | 2015                             |
| Tenofovirdisoproxilfumarat                                              | Tabletten                                                         | Behandlung der Hepatitis B | 2015                             |
| 6.4.4.2 Mittel gegen Hepatitis C                                        |                                                                   | |                                  |
| 6.4.4.2.1 Pangenotypische direkt wirkende antivirale Kombinationen      |                                                                   | |                                  |
| Daclatasvir                                                             | Tabletten                                                         | Behandlung der Hepatitis C | 2015                             |
| Daclatasvir + Sofosbuvir                                                | Tabletten                                                         | | 2021                             |
| Glecaprevir + Pibrentasvir                                              | Tablette                                                          | [ A 3 ] | 2019                             |
| Sofosbuvir                                                              | Tabletten                                                         | Behandlung der Hepatitis C | 2015                             |
| Sofosbuvir + Velpatasvir                                                | Tablette                                                          | [ A 3 ] |                                  |
| 6.4.4.2.2 Nichtpangenotypische direkt wirkende antivirale Kombinationen |                                                                   | |                                  |
| Dasabuvir                                                               | Tabletten                                                         | Behandlung der Hepatitis C | 2015                             |
| Ledipasvir + Sofosbuvir                                                 | Tabletten                                                         | [ A 3 ] | 2015                             |
| Ombitasvir + Paritaprevir + Ritonavir                                   | Tabletten                                                         | [ A 3 ] | 2015                             |
| 6.4.4.2.3 Andere Virostatika                                            |                                                                   | |                                  |
| Ribavirin                                                               | i.v. Injektion / feste orale Darreichungsformen                   | Behandlung der Hepatitis C, in Kombination mit Peginterferon oder antiviralen Wirkstoffen | 2015                             |
| Peginterferon α (2a oder 2b; komplementär)                              | Injektion                                                         | Behandlung der Hepatitis C, in Kombination mit Ribavirin | 2015                             |
| 6.5 Wirkstoffe gegen Protozoen                                          |                                                                   | |                                  |
| 6.5.1 Amöben und Giardia                                                |                                                                   | |                                  |
| Diloxanidfuroat                                                         | Tablette                                                          | Behandlung der Amöbenruhr in Kombination mit anderen Medikamenten, Behandlung von asymptomatischen Trägern | 1988                             |
| Metronidazol                                                            | Tablette, Injektion, Saft                                         | Infektionen mit Protozoen (Amöbenruhr, Giardiasis) Therapeutische Alternative: Tinidazol | 1988                             |
| 6.5.2 Leishmania                                                        |                                                                   | |                                  |
| Amphotericin B                                                          | Pulver zur Injektion                                              | Behandlung der viszeralen (organbefallenden) und mukokutanen (schleimhautbefallenden) Form der Leishmaniose, wenn Antimon-Präparate (wie N-Methyl-Glucaminantimonat) unwirksam sind                                                                                     | 2003                             |
| Miltefosin                                                              | Kapsel oder Tablette                                              | | 2011                             |
| Paromomycin                                                             | Intramuskuläre Injektion                                          | Behandlung der viszeralen und mukokutanen Form der Leishmaniose | 2007                             |
| Natriumstibogluconat oder N-Methylglucaminantimonat                     | Injektion                                                         | Behandlung der Leishmaniose (außer Infektionen mit Leishmania aethiopica) | 1988                             |
| 6.5.3 Malaria                                                           |                                                                   | |                                  |
| 6.5.3.1 kurativ                                                         |                                                                   | |                                  |
| Amodiaquin                                                              | Tablette                                                          | Behandlung der Malaria (Plasmodium vivax, Plasmodium ovale und Plasmodium malariae), allein oder in Kombination mit Artesunat | 1977                             |
| Artemether                                                              | Injektion                                                         | Behandlung der schweren Malaria | 1997                             |
| Artemether + Lumefantrin                                                | Tablette                                                          | Behandlung der unkomplizierten Malaria (Plasmodium falciparum) | 2002                             |
| Artesunat                                                               | Injektion, rektales Gel, Tablette, Zäpfchen                       | Teil einer Kombinationstherapie (mit Amodiaquin, Mefloquin oder Sulfadoxin + Pyrimethamin) zur Behandlung der Malaria (Plasmodium falciparum) | 2002                             |
| Artesunat + Amodiaquin                                                  | Tablette                                                          | (Kombinationstherapie der Malaria) | 2011                             |
| Artesunat + Mefloquin                                                   | Tablette                                                          | (Kombinationstherapie der Malaria) | 2013                             |
| Artesunat + Pyronaridintetraphosphat                                    | Tablette, Granulat                                                | (Kombinationstherapie der Malaria) | 2017                             |
| Chloroquin                                                              | Saft, Tablette                                                    | Nur für Behandlung der Malaria ausgelöst durch Plasmodium vivax | 1977                             |
| Dihydroartemisinin + Piperaquinphosphat                                 | Tablette                                                          | (Kombinationstherapie der Malaria) | 2017                             |
| Doxycyclin                                                              | Kapsel, Tablette                                                  | Nur für Behandlung der Malaria in Kombination mit Chinin | 1997                             |
| Mefloquin                                                               | Tablette                                                          | Teil einer Kombinationstherapie (mit Artenusat) zur Behandlung der unkomplizierten Malaria (Plasmodium falciparum) | 1988                             |
| Primaquin                                                               | Tablette                                                          | Nur für radikale Behandlung der Malaria ausgelöst durch Plasmodium vivax und/oder Plasmodium ovale | 1977                             |
| Chinin                                                                  | Injektion, Tablette                                               | Behandlung der schweren Malaria in Kombination mit Doxycyclin | 1977                             |
| Sulfadoxin + Pyrimethamin                                               | Tablette                                                          | Nur als Teil einer Kombinationstherapie (mit Artenusat) | 1979                             |
| 6.5.3.2 prophylaktisch                                                  |                                                                   | |                                  |
| Amodiaquin + Sulfadoxin + Pyrimethamin                                  | Tablette                                                          | [ A 3 ] | 2019                             |
| Chloroquin                                                              | Saft, Tablette                                                    | Nur für Prophylaxe der Malaria in Zentralamerika gegen Plasmodium vivax | 1988                             |
| Doxycyclin                                                              | Kapsel, Tablette                                                  | Prophylaxe der Malaria | 2000                             |
| Mefloquin                                                               | Tablette                                                          | Prophylaxe der Malaria | 1995                             |
| Proguanil                                                               | Tablette                                                          | Prophylaxe der Malaria, nur in Kombination mit Chloroquin | 1988                             |
| Sulfadoxin + Pyrimethamin                                               | Tablette                                                          | [ A 3 ] | 2019                             |
| 6.5.4 Pneumocystis und Toxoplasmose                                     |                                                                   | |                                  |
| Pyrimethamin                                                            | Tablette                                                          | Behandlung von Infektionen mit Toxoplasma gondii, Pneumocystis jirovecii (in Kombination mit Sulfadiazin) | 1998                             |
| Sulfadiazin                                                             | Tablette                                                          | Behandlung der Toxoplasmose (in Kombination mit Pyrimethamin) | 1977                             |
| Sulfamethoxazol + Trimethoprim (Cotrimoxazol)                           | Injektion, Saft, Tablette                                         | Behandlung von Infektionen mit Pneumocystis jirovecii | 1998                             |
| Pentamidin (komplementär)                                               | Tablette                                                          | Behandlung von Infektionen mit Toxoplasma gondii und/oder Pneumocystis jirovecii | 1998                             |
| 6.5.5 Trypanosomiasis                                                   |                                                                   | |                                  |
| 6.5.5.1 Afrikanische Trypanosomiasis                                    |                                                                   | |                                  |
| Fexinidazol                                                             | Tablette                                                          | Erstes und zweites Stadium der afrikanischen Trypanosomiasis, primär Infektion mit Trypanosoma brucei gambiense | 2019                             |
| Erstes Stadium der Afrikanischen Trypanosomiasis                        |                                                                   | |                                  |
| Pentamidin                                                              | Pulver zur Injektion                                              | Erstes Stadium der afrikanischen Trypanosomiasis, primär Infektion mit Trypanosoma brucei gambiense | 1977                             |
| Suramin                                                                 | Pulver zur Injektion                                              | Erstes Stadium der afrikanischen Trypanosomiasis, exklusiv bei Infektion mit Trypanosoma brucei rhodesiense | 1979                             |
| Zweites Stadium der Afrikanischen Trypanosomiasis                       |                                                                   | |                                  |
| Eflornithin                                                             | Injektion                                                         | Zweites Stadium der afrikanischen Trypanosomiasis, sekundäres Mittel zur Behandlung von Infektionen mit Trypanosoma brucei gambiense | 1992                             |
| Melarsoprol                                                             | Injektion                                                         | Zweites Stadium der afrikanischen Trypanosomiasis | 1977                             |
| Nifurtimox                                                              | Tablette                                                          | Zweites Stadium der afrikanischen Trypanosomiasis, nur in Kombination mit Eflornithin |                                  |
| Melarsoprol (komplementär)                                              | Injektion                                                         | Zweites Stadium der afrikanischen Trypanosomiasis | 2019                             |
| 6.5.5.2 Amerikanische Trypanosomiasis                                   |                                                                   | |                                  |
| Benznidazol                                                             | Tablette                                                          | Infektion mit Trypanosoma cruzi (Chagas-Krankheit) | 1988                             |
| Nifurtimox                                                              | Tablette                                                          | Chagas-Krankheit | 1977                             |
| 6.6 Wirkstoffe gegen ektoparasitäre Infektionen                         |                                                                   | |                                  |
| Ivermectin                                                              | Tablette                                                          | [ A 3 ] | 2019                             |

### 7 Migränemedikamente
| Name                                      | empfohlene Applikationsform               | Indikationen gemäß Weltgesundheitsorganisation | Jahr der Aufnahme                         |
| 7.1 Therapie eines akuten Migräne-Anfalls | 7.1 Therapie eines akuten Migräne-Anfalls | 7.1 Therapie eines akuten Migräne-Anfalls      | 7.1 Therapie eines akuten Migräne-Anfalls |
| ----------------------------------------- | ----------------------------------------- | ---------------------------------------------- | ----------------------------------------- |
| Acetylsalicylsäure                        | Tablette                                  | akute Migräne-Attacke                          | 1988                                      |
| Ibuprofen                                 | Tablette                                  | akute Migräne-Attacke                          | 2007                                      |
| Paracetamol                               | Saft, Tablette                            | akute Migräne-Attacke                          | 1988                                      |
| 7.2 Migräne-Prophylaxe                    |                                           |                                                |                                           |
| Propranolol                               | Tablette                                  | Migräne-Prophylaxe                             | 1990                                      |

### 8 Antineoplastische Wirkstoffe und Immunsuppressiva
| Name                                           | empfohlene Applikationsform      | Indikationen gemäß Weltgesundheitsorganisation | Jahr der Aufnahme               |
| 8.1 Immunsuppressive Wirkstoffe                | 8.1 Immunsuppressive Wirkstoffe  | 8.1 Immunsuppressive Wirkstoffe | 8.1 Immunsuppressive Wirkstoffe |
| ---------------------------------------------- | -------------------------------- | --- | ------------------------------- |
| Adalimumab (komplementär)                      | Injektion                        | [ A 3 ] | 2019                            |
| Azathioprin (komplementär)                     | Pulver zur Injektion, Tablette   | Prävention einer Transplantatabstoßung. Mittel der zweiten Wahl bei chronischen entzündlichen Erkrankungen                                                  | 2002                            |
| Ciclosporin (komplementär)                     | Kapsel, Konzentrat zur Injektion | Verhinderung einer Transplantatabstoßung | 1992                            |
| 8.2 Zytostatische Wirkstoffe zur Chemotherapie |                                  | |                                 |
| 8.2.1 Zytotoxische Wirkstoffe                  |                                  | |                                 |
| Arsen(III)-oxid (komplementär)                 | Konzentrat zur Injektion         | Behandlung der Promyelozytenleukämie | 2019                            |
| Asparaginase (komplementär)                    | Pulver zur Injektion             | Zytostatikum zur Behandlung der akuten lymphatischen Leukämie im Kindesalter.                                                                               | 1995                            |
| Bendamustin (komplementär)                     | Injektion                        | Chronische lymphatische Leukämie, Follikuläres Lymphom | 2015                            |
| Bleomycin (komplementär)                       | Pulver zur Injektion             | Behandlung verschiedener Tumorerkrankungen, einschließlich Hodgkin- und Non-Hodgkin-Lymphome, Kopf-Hals-Karzinome, Zervixkarzinome, Hodentumoren und andere | 1977                            |
| Calciumfolinat (komplementär)                  | Injektion, Tablette              | Hohe Dosierung oder Überdosierung von Methotrexat (Folat-Rescue). Mit Fluorouracil als palliative Behandlung des fortgeschrittenen kolorektalen Karzinoms   | 1977                            |
| Capecitabin (komplementär)                     | Tablette                         | Darmkrebs, Rektalkrebs, Metastasierender Brust- und Kolorektalkrebs                                                                                         |                                 |
| Carboplatin (komplementär)                     | Injektion                        | (ersetzt Cisplatin) | 2009                            |
| Chlorambucil (komplementär)                    | Tablette                         | Chronische lymphatische Leukämie, Hodgkin- und Non-Hodgkin-Lymphome, Ovarialkarzinom, Morbus Waldenström                                                    | 1999                            |
| Cisplatin (komplementär)                       | Injektion                        | Nicht-kleinzelliger Lungenkrebs, Osteosarkom, Keimzelltumoren. Als Radiosensitizer beim Gebärmutterhalskrebs, Kopf-Hals-Karzinom und Nasopharynxkarzinom.   |                                 |
| Cyclophosphamid (komplementär)                 | Pulver zur Injektion, Tablette   | Behandlung verschiedener Krebsformen, einschließlich maligne Lymphome, Leukämie, Multiples Myelom, Ovarialkarzinom, Brustkrebs                              | 1977                            |
| Cytarabin (komplementär)                       | Pulver zur Injektion             | Antimetabolit zur Behandlung verschiedener Krebsformen | 1979                            |
| Dacarbazin (komplementär)                      | Pulver zur Injektion             | Palliative Behandlung von metastasiertem Melanom, Teil des ABVD-Behandlungsschemas beim Hodgkin-Lymphom                                                     | 1990                            |
| Dactinomycin (komplementär)                    | Pulver zur Injektion             | Behandlung verschiedener Krebsformen im Kindesalter, einschließlich trophoblastischer Tumoren, Wilms-Tumor, Ewing-Sarkom, Rhabdomyosarkom                   | 1985                            |
| Daunorubicin (komplementär)                    | Pulver zur Injektion             | Behandlung verschiedener Krebsformen, speziell akuter Leukämien                                                                                             | 2000                            |
| Docetaxel (komplementär)                       | Injektion                        | [ A 3 ] | 2011                            |
| Doxorubicin (komplementär)                     | Pulver zur Injektion             | Behandlung verschiedener Krebsformen, einschließlich akuter Leukämien, Karzinome von Brust, Blase, Ovarien und Schilddrüse, Lymphome, Sarkome               | 1977                            |
| Etoposid (komplementär)                        | Kapsel, Injektion                | Behandlung verschiedener Krebsformen, einschließlich Hoden- und Lungenkrebs                                                                                 | 1985                            |
| Fludarabin (komplementär)                      | Pulver zur Injektion, Tablette   | Chronisch lymphatische Leukämie |                                 |
| Fluorouracil (komplementär)                    | Injektion                        | Behandlung verschiedener Krebsformen, einschließlich kolorektales Karzinom, Brustkrebs, Magenkrebs, Kopf-Hals-Karzinom                                      | 1977                            |
| Gemcitabin (komplementär)                      | Pulver zur Injektion             | Ovarialkarzinom, Nicht-kleinzelliger Lungenkrebs |                                 |
| Hydroxycarbamid (komplementär)                 | Kapsel, Tablette                 | [ A 3 ] | 2009                            |
| Ifosfamid (komplementär)                       | Pulver zur Injektion             | [ A 3 ] | 2009                            |
| Irinotecan (komplementär)                      | Injektion                        | Metastasierende Kolorektalkrebs |                                 |
| Melphalan (komplementär)                       | Tablette, Pulver zur Injektion   | Behandlung Multipler Myelome | 2019                            |
| Mercaptopurin (komplementär)                   | Tablette                         | Behandlung von Leukämien | 1985                            |
| Methotrexat (komplementär)                     | Pulver zur Injektion, Tablette   | Behandlung verschiedener Krebsformen | 1977                            |
| Oxaliplatin (komplementär)                     | Injektion, Pulver zur Injektion  | Verschiedenen Darmkrebsformen |                                 |
| Paclitaxel (komplementär)                      | Pulver zur Injektion             | Behandlung von Brustkrebs | 2011                            |
| Pegaspargase (komplementär)                    | Injektion                        | Behandlung der Akuten lymphatischen Leukämie | 2019                            |
| Procarbazin (komplementär)                     | Kapsel                           | Kombinationstherapie des Hodgkin-Lymphoms | 1979                            |
| Realgar-Indigo (komplementär)                  | Tablette                         | Behandlung der Promyelozytenleukämie | 2019                            |
| Tioguanin (komplementär)                       | Tablette oder Kapsel             | [ A 3 ] | 2011                            |
| Vinblastin (komplementär)                      | Pulver zur Injektion             | Behandlung von Leukämien und Lymphomen sowie einiger solider Tumoren wie Brust- und Lungenkrebs                                                             | 1985                            |
| Vincristin (komplementär)                      | Pulver zur Injektion             | Behandlung von Leukämien und Lymphomen sowie einiger solider Tumoren wie Brust- und Lungenkrebs                                                             | 1977                            |
| Vinorelbin (komplementär)                      | Injektion                        | Brustkrebs, nicht-kleinzelliger Lungenkrebs |                                 |
| 8.2.2 Gezielte Therapie                        |                                  | |                                 |
| Bortezomib (komplementär)                      | Pulver zur Injektion             | Behandlung Multipler Myelome | 2019                            |
| Dasatinib (komplementär)                       | Tablette                         | Imatinib-resistente chronisch myeloische Leukämie | 2017                            |
| Erlotinib (komplementär)                       | Tablette                         | Behandlung der EGFR-Mutation T790M | 2019                            |
| Imatinib (komplementär)                        | Tablette                         | Chronisch myeloische Leukämie, gastrointestinaler Stromatumor                                                                                               |                                 |
| Nilotinib (komplementär)                       | Kapsel                           | Imatinib-resistente chronisch myeloische Leukämie | 2017                            |
| Rituximab (komplementär)                       | Injektion                        | Diffuses großzelliges B-Zell-Lymphom, chronisch lymphatische Leukämie, follikuläres Lymphom                                                                 |                                 |
| Trastuzumab (komplementär)                     | Pulver zur Injektion             | Behandlung von Frühformen und metastasierendem HER2-positivem Brustkrebs                                                                                    | 2015                            |
| Tretinoin (komplementär)                       | Kapsel                           | akute Promyelozytenleukämie | 2015                            |
| 8.2.3 Immunmodulatoren                         |                                  | |                                 |
| Filgrastim (komplementär)                      | Injektion                        | |                                 |
| Lenalidomid (komplementär)                     | Kapsel                           | Behandlung Multipler Myelome | 2019                            |
| Nivolumab (komplementär)                       | Konzentrat zur Infusion          | Behandlung Maligner Melanome | 2019                            |
| Thalidomid (komplementär)                      | Kapsel                           | Behandlung Multipler Myelome | 2019                            |
| 8.2.4 Hormone und Antihormone                  |                                  | |                                 |
| Abirateron (komplementär)                      | Tablette                         | Behandlung von metastasiertem kastrationsresistentem Prostatakrebs                                                                                          | 2019                            |
| Anastrozol (komplementär)                      | Tablette                         | Brustkrebs, frühes und metastasierendes Stadium |                                 |
| Bicalutamid (komplementär)                     | Tablette                         | Metastasierendes Prostatakarzinom |                                 |
| Dexamethason (komplementär)                    | Injektion, Saft, Tablette        | Palliative Anwendung bei fortgeschrittenem Krebs als adjuvante Therapie                                                                                     | k. A.                           |
| Hydrocortison (komplementär)                   | Pulver zur Injektion             | Synthetisches Hormon, adjuvante Behandlung von malignen Tumoren                                                                                             | 2003                            |
| Leuprorelin (komplementär)                     | Injektion                        | Brustkrebs, frühes und metastasierendes Stadium |                                 |
| Methylprednisolon (komplementär)               | Injektion                        | adjuvante Behandlung | 2011                            |
| Prednisolon (komplementär)                     | Saft, Tablette                   | In Kombination mit Zytostatika bei akuter lymphatischer Leukämie und chronischer lymphatischer Leukämie sowie Lymphomen                                     | 1985                            |
| Tamoxifen (komplementär)                       | Tablette                         | Selektiver Estrogenrezeptormodulator (Antiestrogen) zur Behandlung von Brustkrebs                                                                           | 1985                            |
| 8.2.5 Unterstützende Wirkstoffe                |                                  | |                                 |
| Allopurinol (komplementär)                     | Tablette                         | [ A 3 ] | 2009                            |
| Mesna (komplementär)                           | Injektion, Tablette              | [ A 3 ] | 2009                            |
| Zoledronsäure (komplementär)                   | Infusion(skonzentrat)            | Bösartige Erkrankungen des Skeletts | 2017                            |

### 9 Parkinson-Medikamente
| Name                 | empfohlene Applikationsform | Indikationen gemäß Weltgesundheitsorganisation                                                  | Jahr der Aufnahme |
| -------------------- | --------------------------- | ----------------------------------------------------------------------------------------------- | ----------------- |
| Biperiden            | Injektion, Tablette         | Behandlung des Parkinsonismus, einschließlich medikamenteninduzierter extrapyramidaler Symptome | 1977              |
| Levodopa + Carbidopa | Tablette                    | Kombinationsbehandlung der Parkinson-Krankheit                                                  | 1977              |

### 10 Medikamente der Hämatologie
| Name                                                 | empfohlene Applikationsform | Indikationen gemäß Weltgesundheitsorganisation | Jahr der Aufnahme          |
| 10.1 Behandlung der Anämie                           | 10.1 Behandlung der Anämie  | 10.1 Behandlung der Anämie | 10.1 Behandlung der Anämie |
| ---------------------------------------------------- | --------------------------- | --- | -------------------------- |
| Eisensalze                                           | Saft, Tablette              | Eisenmangelanämie, Nahrungsergänzung | 1977                       |
| Eisensalze + Folsäure                                | Tablette                    | Nahrungsergänzung in der Schwangerschaft, Eisenmangelanämie | 1985                       |
| Folsäure                                             | Tablette                    | Behandlung des Folsäuremangels (megaloblastäre Anämie) | 1977                       |
| Hydroxycobalamin                                     | Injektion                   | Behandlung der perniziösen Anämie aufgrund Vitamin-B12-Mangel | 1977                       |
| Erythropoese-stimulierende Substanzen (komplementär) | Fertigspritze               | Anämie bei chronischem Nierenversagen gilt für: Epoetin alfa, beta und theta, Darbepoetin alfa, Methoxypolyethylenglycol-Epoetin beta und entsprechende Biosimilars                                                                              | 2017                       |
| 10.2 Blutgerinnungsmodifizierende Medikamente        |                             | |                            |
| Dabigatran                                           | Kapsel                      | [ A 3 ] | 2019                       |
| Enoxaparin                                           | Injektion                   | Alternativ: Nadroparin oder Dalteparin |                            |
| Heparin-Natrium                                      | Injektion                   | Kurzwirksames Antikoagulanz zu Behandlung und Prophylaxe der tiefen Beinvenenthrombose und Lungenembolie | 1977                       |
| Phytomenadion                                        | Injektion, Tablette         | Verhinderung von Vitamin-K-Mangel-bedingten Blutungen des Neugeborenen, Korrektur der Blutgerinnung bei Therapie mit Vitamin-K-Antagonisten | 1979                       |
| Protaminsulfat                                       | Injektion                   | Gegenmittel bei Heparin-Überdosierung | 1979                       |
| Tranexamsäure                                        | Injektion                   | Zur Hemmung der Fibrinolyse | 2011                       |
| Warfarin                                             | Tablette                    | Orale Antikoagulation. Prophylaxe von Embolisationen, etwa bei Vorhofflimmern, nach der Implantation von künstlichen Herzklappen, Behandlung von venösen Thromben und der Lungenembolie, Einsatz nach einer transitorischen ischämischen Attacke | 1977                       |
| Desmopressin (komplementär)                          | Injektion, Nasenspray       | [ A 3 ] | 2019                       |
| Heparin-Natrium (komplementär)                       | Injektion                   | Kurzwirksames Antikoagulanz zu Behandlung und Prophylaxe der tiefen Beinvenenthrombose und Lungenembolie | 1977                       |
| Protaminsulfat (komplementär)                        | Injektion                   | Gegenmittel bei Heparin-Überdosierung | 1979                       |
| Warfarin (komplementär)                              | Tablette                    | Orale Antikoagulation. Prophylaxe von Embolisationen, etwa bei Vorhofflimmern, nach der Implantation von künstlichen Herzklappen, Behandlung von venösen Thromben und der Lungenembolie, Einsatz nach einer transitorischen ischämischen Attacke | 1977                       |
| 10.3 Behandlung von Hämoglobinopathien               |                             | |                            |
| Deferoxamin (komplementär)                           | Pulver zu Injektion         | alternativ Deferasirox | 2011                       |
| Hydroxycarbamid (komplementär)                       | Kapsel, Tablette            | [ A 3 ] | 2011                       |

### 11 Blutprodukte und Plasmaersatz
| Name                                  | empfohlene Applikationsform                          | Indikationen gemäß Weltgesundheitsorganisation                                                                                          | Jahr der Aufnahme             |
| 11.1 Blut und Blutkomponenten         | 11.1 Blut und Blutkomponenten                        | 11.1 Blut und Blutkomponenten | 11.1 Blut und Blutkomponenten |
| ------------------------------------- | ---------------------------------------------------- | --- | ----------------------------- |
| Blutplasma                            |                                                      | |                               |
| Thrombozytenreiches Plasma            |                                                      | |                               |
| Erythrozyt                            |                                                      | |                               |
| Blut                                  |                                                      | |                               |
| 11.2 Plasmapräparate                  |                                                      | |                               |
| 11.2.1 Antikörper                     |                                                      | |                               |
| Anti-D-Immunglobulin                  | Injektion                                            | Prävention der Antikörperbildung gegen Rhesusfaktor-positives Blut bei Rhesus-negativen Patienten                                       | 1977                          |
| Rabies-Immunglobulin                  | Injektion                                            | Postexpositionsprophylaxe |                               |
| Tetanus-Immunglobulin                 | Injektion                                            | Passive Immunisierung gegen Tetanus (Wundstarrkrampf) bei Wunden mit entsprechendem Risiko                                              | 1985                          |
| Humanes Immunglobulin (komplementär)  | intramuskuläre, intravenöse oder subkutane Injektion | Behandlung angeborener Immundefekte, Immunmodulation bei Autoimmunerkrankungen wie dem Guillain-Barré-Syndrom oder dem Kawasaki-Syndrom | 2007                          |
| 11.2.2 Koagulationsfaktoren           |                                                      | |                               |
| Faktor-VIII-Konzentrat (komplementär) | Pulver zur Injektion                                 | Ersatz des Faktor-VIII-Mangels bei Hämophilie A                                                                                         | 1979                          |
| Faktor-IX-Konzentrat (komplementär)   | Pulver zur Injektion                                 | Blutungen aufgrund eines Mangels der Gerinnungsfaktoren II, VII, IX, X; Ersatz des Faktor-IX-Mangels bei Hämophilie B                   | 1979                          |
| 11.3 Plasmaersatzstoffe               |                                                      | |                               |
| Dextran 70                            | Lösung zu Injektion                                  | Kolloidale Infusionslösung zur Vergrößerung des Plasmavolumens; alternativ Polygelin                                                    | 1977                          |

### 12 Kardiovaskuläre Medikamente
| Name                                                       | empfohlene Applikationsform                         | Indikationen gemäß Weltgesundheitsorganisation                                                                             | Jahr der Aufnahme                                   |
| 12.1 Medikamente zur Behandlung der Angina pectoris        | 12.1 Medikamente zur Behandlung der Angina pectoris | 12.1 Medikamente zur Behandlung der Angina pectoris                                                                        | 12.1 Medikamente zur Behandlung der Angina pectoris |
| ---------------------------------------------------------- | --------------------------------------------------- | --- | --------------------------------------------------- |
| Bisoprolol                                                 | Tablette                                            | (alternativ Carvedilol oder Metoprolol)                                                                                    | 2011                                                |
| Glyceryltrinitrat                                          | Sublinguale Tablette                                | Behandlung der akuten Angina pectoris                                                                                      | 1977                                                |
| Isosorbiddinitrat                                          | Sublinguale Tablette                                | Prophylaxe und Behandlung der Angina pectoris                                                                              | 1977                                                |
| Verapamil                                                  | Tablette                                            | Behandlung der Angina pectoris                                                                                             | 1983                                                |
| 12.2 Antiarrhythmika                                       |                                                     | |                                                     |
| Bisoprolol                                                 | Tablette                                            | (alternativ Carvedilol oder Metoprolol, 1992 bis 2011 Atenolol)                                                            | 2011                                                |
| Digoxin                                                    | Injektion, Saft, Tablette                           | Behandlung von supraventrikulären Herzrhythmusstörungen, insbesondere von Vorhofflimmern                                   | 1998                                                |
| Adrenalin                                                  | Injektion                                           | Herz-Lungen-Wiederbelebung                                                                                                 | 1998                                                |
| Lidocain                                                   | Injektion                                           | Behandlung von ventrikulären Rhythmusstörungen                                                                             | 1977                                                |
| Verapamil                                                  | Injektion, Tablette                                 | Behandlung der supraventrikulären Tachykardie                                                                              | 1988                                                |
| Amiodaron (komplementär)                                   | Injektion, Tablette                                 | (Behandlung von ventrikulären und supraventrikulären Herzrhythmusstörungen)                                                | 2009                                                |
| 12.3 Medikamente zur Behandlung der arteriellen Hypertonie |                                                     | |                                                     |
| Amlodipin                                                  | Tablette                                            | Calciumantagonist zur Behandlung der arteriellen Hypertonie                                                                | 2005                                                |
| Bisoprolol                                                 | Tablette                                            | Betablocker zur Behandlung der arteriellen Hypertonie (alternativ Carvedilol oder Metoprolol, 1992 bis 2011 Atenolol)      | 2011                                                |
| Enalapril                                                  | Tablette                                            | ACE-Hemmer zur Behandlung der arteriellen Hypertonie                                                                       | 2003                                                |
| Hydralazin                                                 | Pulver zur Injektion, Tablette                      | Behandlung des Bluthochdrucks in der Schwangerschaft                                                                       | 1977                                                |
| Hydrochlorothiazid                                         | Saft, Kapsel, Tablette                              | Thiazid-Diuretikum zur Behandlung der arteriellen Hypertonie                                                               | 1977                                                |
| Lisinopril + Amlodipin                                     | Tablette                                            | [ A 3 ] | 2019                                                |
| Lisinopril + Hydrochlorothiazid                            | Tablette                                            | [ A 3 ] | 2019                                                |
| Losartan                                                   | Tablette                                            | AT1-Antagonist zur Behandlung des Bluthochdrucks.                                                                          | 2017                                                |
| Methyldopa                                                 | Tablette                                            | Behandlung des Bluthochdrucks in der Schwangerschaft                                                                       | 1998                                                |
| Telmisartan + Amlodipin                                    | Tablette                                            | [ A 3 ] | 2019                                                |
| Telmisartan + Hydrochlorothiazid                           | Tablette                                            | [ A 3 ] | 2019                                                |
| Natrium-Nitroprussid (komplementär)                        | Pulver zur Injektion                                | Behandlung der hypertensiven Krise                                                                                         | 1988                                                |
| 12.4 Medikamente gegen Herzinsuffizienz                    |                                                     | |                                                     |
| Bisoprolol                                                 | Tablette                                            | (alternativ Carvedilol oder Metoprolol)                                                                                    | 2011                                                |
| Digoxin                                                    | Injektion, Saft, Tablette                           | Herzglykosid zur Behandlung der Herzinsuffizienz                                                                           | 1977                                                |
| Enalapril                                                  | Tablette                                            | ACE-Hemmer zur Behandlung der Herzinsuffizienz                                                                             | 2003                                                |
| Furosemid                                                  | Injektion, Saft, Tablette                           | Schleifendiuretikum zur Behandlung der Herzinsuffizienz                                                                    | 2005                                                |
| Hydrochlorothiazid                                         | Kapsel, Saft, Tablette                              | Thiazid-Diuretikum zur Behandlung der Herzinsuffizienz                                                                     | 1988                                                |
| Losartan                                                   | Tablette                                            | AT1-Antagonist zur Behandlung der Herzinsuffizienz                                                                         |                                                     |
| Spironolacton                                              | Tablette                                            | Kaliumsparendes Diuretikum zur Behandlung von erhöhten Aldosteronspiegeln und zur Behandlung der Herzinsuffizienz          | 2013                                                |
| Dopamin (komplementär)                                     | Injektion                                           | Behandlung des schweren kardiogenen Schocks                                                                                | 1977                                                |
| 12.5 Antithrombotische Medikamente                         |                                                     | |                                                     |
| 12.5.1 Anti-Thrombozytische Medikamente                    |                                                     | |                                                     |
| Acetylsalicylsäure                                         | Tablette                                            | Prävention von Thrombozyten-Aggregation, Prophylaxe bei Durchblutungsstörungen des Gehirns und der koronaren Herzkrankheit | 1992                                                |
| Clopidogrel                                                | Tablette                                            | Thrombozytenaggregationshemmung                                                                                            |                                                     |
| 12.5.2 Thrombolytische Medikamente                         |                                                     | |                                                     |
| Alteplase (komplementär)                                   | Pulver zur Injektion                                | [ A 3 ] | 2019                                                |
| Streptokinase (komplementär)                               | Pulver zur Injektion                                | Behandlung des akuten Herzinfarktes, der Beinvenenthrombose, der Lungenembolie sowie von thrombosierten Shunts             | 1992                                                |
| 12.6 Lipidsenker                                           |                                                     | |                                                     |
| Simvastatin                                                | Tablette                                            | Behandlung des erhöhten Cholesterin-Spiegels bei Risikopatienten                                                           | 2007                                                |

### 13 Dermatologische Medikamente zur örtlichen Anwendung
| Name                                                                       | empfohlene Applikationsform            | Indikationen gemäß Weltgesundheitsorganisation | Jahr der Aufnahme                      |
| 13.1 Mittel gegen Pilze (Antimykotika)                                     | 13.1 Mittel gegen Pilze (Antimykotika) | 13.1 Mittel gegen Pilze (Antimykotika) | 13.1 Mittel gegen Pilze (Antimykotika) |
| -------------------------------------------------------------------------- | -------------------------------------- | --- | -------------------------------------- |
| Miconazol                                                                  | Salbe, Creme                           | Behandlung oberflächlicher Pilzinfektionen | 1977                                   |
| Natriumthiosulfat                                                          | Lösung                                 | Behandlung der Pityriasis versicolor | 1992                                   |
| Selendisulfid                                                              | Suspension                             | Behandlung der Pityriasis versicolor und der seborrhoischen Dermatitis | 1990                                   |
| Terbinafin                                                                 | Salbe, Creme                           | | 2011                                   |
| 13.2 Wirkstoffe gegen Infektionen                                          |                                        | |                                        |
| Mupirocin                                                                  | Salbe, Creme                           | [ A 3 ] | 2011                                   |
| Kaliumpermanganat                                                          | Wässrige Lösung                        | Feuchte Verbände zur Heilung von eitrigen Wunden, des tropischen Ulcus, der Tinea, Erkrankungen der Pemphigus-Gruppe und der Impetigo contagiosa                                                              | 1997                                   |
| Silbersulfadiazin                                                          | Creme                                  | Prophylaxe und Behandlung von Infektionen in Brandwunden | 1988                                   |
| 13.3 Wirkstoffe gegen Entzündung und Juckreiz                              |                                        | |                                        |
| Betamethason                                                               | Salbe, Creme                           | Potentes topisches Kortikosteroid, Einsatz bei schweren entzündlichen Hautzuständen, wie der Kontaktdermatitis, Ekzemen, der seborrhoischen Dermatitis, Lichen ruber planus, hartnäckiger Juckreiz, Psoriasis | 1977                                   |
| Calamine                                                                   | Lotion                                 | Behandlung von mildem Juckreiz | 1983                                   |
| Hydrocortison                                                              | Salbe, Creme                           | Mildes topisches Kortikosteroid | 1977                                   |
| 13.4 Wirkstoffe, die die Hautdifferenzierung und -proliferierung betreffen |                                        | |                                        |
| Benzoylperoxid                                                             | Lotion, Creme                          | Behandlung der Acne vulgaris | 1990                                   |
| Steinkohlenteer                                                            | Lösung                                 | Behandlung der Psoriasis | 1977                                   |
| Fluorouracil                                                               | Salbe                                  | Behandlung von Warzen der Fußsohlen | 1990                                   |
| Podophyllum                                                                | Lösung                                 | Behandlung von Warzen im Genitalbereich und der Fußsohlen | 1985                                   |
| Salicylsäure                                                               | Lösung                                 | Behandlung von Warzen der Fußsohlen | 1979                                   |
| Harnstoff                                                                  | Salbe, Creme                           | Keratolytisches und Hautanfeuchtendes Mittel bei trockenen, rissigen und juckenden Hautzuständen | 1997                                   |
| 13.5 Mittel gegen Läuse und Krätze                                         |                                        | |                                        |
| Benzylbenzoat                                                              | Lotion                                 | Behandlung der Krätze und von Läusen an Kopf, Rumpf und Schamhaaren (Alternativen sind Crotamiton, Lindan, Malathion und Thiabendazol)                                                                        | 1979                                   |
| Permethrin                                                                 | Creme, Lotion                          | Behandlung der Krätze und von Läusen | 1977                                   |

### 14 Diagnostische Mittel
| Name                                  | empfohlene Applikationsform           | Indikationen gemäß Weltgesundheitsorganisation                                                                                       | Jahr der Aufnahme                     |
| 14.1 Wirkstoffe in der Augenheilkunde | 14.1 Wirkstoffe in der Augenheilkunde | 14.1 Wirkstoffe in der Augenheilkunde                                                                                                | 14.1 Wirkstoffe in der Augenheilkunde |
| ------------------------------------- | ------------------------------------- | --- | ------------------------------------- |
| Fluorescein                           | Augentropfen                          | Diagnose von Läsionen und Fremdkörpern im Auge                                                                                       | 1979                                  |
| Tropicamid                            | Augentropfen                          | Kurzwirksames Mydriatikum zur Augenspiegelung                                                                                        | 1988                                  |
| 14.2 Kontrastmittel                   |                                       | |                                       |
| Amidotrizoesäure                      | Injektion                             | Ionisches Iodhaltiges Kontrastmittel zur Darstellung von Blutgefäßen, Harn- und Gallenwegen und Gelenken.                            | 1977                                  |
| Bariumsulfat                          | Wässrige Suspension                   | Bariumhaltiges Kontrastmittel zur Darstellung des Gastrointestinaltraktes (Einfach- und Doppelkontrastverfahren, Computertomografie) | 1977                                  |
| Iohexol                               | Injektion                             | Nichtionisches Iodhaltiges Kontrastmittel                                                                                            | 2000                                  |
| Bariumsulfat (komplementär)           | Wässrige Lösung                       | Bariumhaltiges Kontrastmittel zur Darstellung des Gastrointestinaltraktes (Einfach- und Doppelkontrastverfahren, Computertomografie) | 1977                                  |
| Iotroxat-Dimeglumin (komplementär)    | Lösung                                | Kontrastmittel | 1985                                  |

### 15 Desinfektionsmittel
| Name                         | empfohlene Applikationsform | Indikationen gemäß Weltgesundheitsorganisation                                      | Jahr der Aufnahme |
| 15.1 Antiseptika             | 15.1 Antiseptika            | 15.1 Antiseptika                                                                    | 15.1 Antiseptika  |
| ---------------------------- | --------------------------- | ----------------------------------------------------------------------------------- | ----------------- |
| Chlorhexidin                 | Lösung                      | Antiseptikum, Desinfektion von sauberen Instrumenten                                | 1979              |
| Ethanol                      | Lösung                      | Hautdesinfektion vor Injektionen und Gefäßpunktionen sowie chirurgischen Eingriffen | 2000              |
| Povidon-Iod                  | Lösung                      | Hautdesinfektion, Antiseptikum                                                      | 1979              |
| 15.2 Desinfektionsmittel     |                             |                                                                                     |                   |
| Alkoholische Handeinreibung  | Lösung                      | Hautdesinfektion mit 80%igem Ethanol oder 75%igem Isopropanol                       |                   |
| Auf Chlor basierendes Mittel | Pulver                      | Desinfektion von Oberflächen und Instrumenten                                       | 1992              |
| Chlorxylenol                 | Lösung                      | Desinfektion von Oberflächen und Instrumenten                                       | 1998              |
| Glutaral                     | Lösung                      | Desinfektion und Sterilisation von Instrumenten und Oberflächen                     | 1992              |

### 16 Diuretika
| Name                              | empfohlene Applikationsform | Indikationen gemäß Weltgesundheitsorganisation | Jahr der Aufnahme |
| --------------------------------- | --------------------------- | --- | ----------------- |
| Amilorid                          | Tablette                    | Kaliumsparendes Diuretikum; Anwendung bei Ödemen aufgrund von Herzversagen, Leberzirrhose oder des nephrotischen Syndroms, als Zusatz zu einem Thiazid oder Schleifendiuretikum | 1979              |
| Furosemid                         | Injektion, Saft, Tablette   | Potentes Schleifendiuretikum; Anwendung bei Ödemen | 1977              |
| Hydrochlorothiazid                | Kapsel                      | Thiazid-Diuretikum | 1977              |
| Mannitol                          | Injektion                   | Osmotisches Diuretikum; Anwendung bei Hirnödem und erhöhtem intrakraniellem Druck                                                                                               | 1988              |
| Spironolacton                     | Tablette                    | Kaliumsparendes Diuretikum; Anwendungsgebiete sind Ödeme aufgrund von Herzversagen, Leberzirrhose, Aszites bei Tumoren, nephrotischem Syndrom und primärem Hyperaldosteronismus | 1977              |
| Hydrochlorothiazid (komplementär) | Tablette                    | Thiazid-Diuretikum | 1977              |
| Mannitol (komplementär)           | Injektion                   | Osmotisches Diuretikum; Anwendung bei Hirnödem und erhöhtem intrakraniellem Druck                                                                                               | 1988              |
| Spironolacton (komplementär)      | Saft, Tablette              | Kaliumsparendes Diuretikum; Anwendungsgebiete sind Ödeme aufgrund von Herzversagen, Leberzirrhose, Aszites bei Tumoren, nephrotischem Syndrom und primärem Hyperaldosteronismus | 1977              |

### 17 Gastrointestinale Medikamente
| Name                                                    | empfohlene Applikationsform                            | Indikationen gemäß Weltgesundheitsorganisation                                                                               | Jahr der Aufnahme |
| ------------------------------------------------------- | ------------------------------------------------------ | --- | ----------------- |
| Pankreasenzyme (komplementär)                           | altersabhängig                                         | [ A 3 ] | 2019              |
| 17.1 Antazida und magensäurehemmende Wirkstoffe         |                                                        | |                   |
| Omeprazol                                               | Pulver zur Injektion, feste oder flüssige orale Formen | (Behandlung von Ulcuserkrankungen)                                                                                           | 2009              |
| Ranitidin                                               | Injektion, Saft, Tablette                              | Behandlung von Ulcuserkrankungen (Magengeschwür, Zwölffingerdarmgeschwür)                                                    | 2003              |
| 17.2 Wirkstoffe gegen Übelkeit (Antiemetika)            |                                                        | |                   |
| Dexamethason                                            | Injektion, Kapsel, Saft, Tablette                      | [ A 3 ] | 2009              |
| Metoclopramid                                           | Injektion, Saft, Tablette                              | Behandlung von Übelkeit und Erbrechen bei gastrointestinalen Erkrankungen, Migräne oder Radio-/Chemotherapie                 | 1985              |
| Ondansetron                                             | Injektion, Kapsel, Saft, Tablette                      | [ A 3 ] | 2009              |
| Aprepitant (komplementär)                               | Kapsel, Lösliches Pulver als Saft                      | [ A 3 ] | 2019              |
| 17.3 Entzündungshemmende Mittel                         |                                                        | |                   |
| Sulfasalazin                                            | Einlauf, Tablette, Zäpfchen                            | Behandlung und Aufrechterhaltung der Remission von Chronisch-entzündlichen Darmerkrankungen (Morbus Crohn, Colitis ulcerosa) | 1988              |
| Hydrocortison (komplementär)                            | Einlauf, Zäpfchen                                      | Behandlung der Colitis ulcerosa                                                                                              | 1988              |
| 17.4 Abführmittel                                       |                                                        | |                   |
| Senna                                                   | Tablette                                               | Behandlung von Verstopfung (Konstipation)                                                                                    | 1977              |
| 17.5 Medikamente zur Therapie des Durchfalls (Diarrhoe) |                                                        | |                   |
| Zinksulfat                                              | Lösliches Pulver, Kapsel, Tablette                     | Ergänzende Behandlung bei akuten und chronischen Durchfällen im Kindesalter                                                  | 2005              |
| 17.5.1 Orale Rehydration                                |                                                        | |                   |
| Orale Rehydratationssalze                               | Lösliches Pulver                                       | Ersatz von Wasser- und Elektrolytverlusten bei akuten Durchfallerkrankungen                                                  | k. A.             |
| 17.5.2 Medikamente zur Therapie des Durchfalls          |                                                        | |                   |
| Zinksulfat                                              | Kapsel, Tablette                                       | Ergänzende Behandlung bei akuten und chronischen Durchfällen im Kindesalter                                                  | 2005              |

### 18 Hormone, endokrine aktive Medikamente und Kontrazeptiva
| Name                                                  | empfohlene Applikationsform                           | Indikationen gemäß Weltgesundheitsorganisation | Jahr der Aufnahme                                     |
| 18.1 Nebennierenhormone und synthetische Ersatzstoffe | 18.1 Nebennierenhormone und synthetische Ersatzstoffe | 18.1 Nebennierenhormone und synthetische Ersatzstoffe                                                                                              | 18.1 Nebennierenhormone und synthetische Ersatzstoffe |
| ----------------------------------------------------- | ----------------------------------------------------- | --- | ----------------------------------------------------- |
| Fludrocortison                                        | Tablette                                              | (Künstliches Mineralokortikoid zum Ausgleich eines Aldosteron-Mangels)                                                                             | 2009                                                  |
| Hydrocortison                                         | Tablette                                              | [ A 3 ] | 2009                                                  |
| 18.2 Androgene                                        |                                                       | |                                                       |
| Testosteron (komplementär)                            | Injektion                                             | Unterfunktion der Keimdrüsen (Hypogonadismus) | 1977                                                  |
| 18.3 Östrogene                                        |                                                       | |                                                       |
| 18.4 Progestagene                                     |                                                       | |                                                       |
| Medroxyprogesteronacetat                              | Tablette                                              | Behandlung von gutartigen Blutungsstörungen der Gebärmutter, Endometriose                                                                          | 1995                                                  |
| 18.5 Behandlung von Diabetes mellitus                 |                                                       | |                                                       |
| 18.5.1 Insuline                                       |                                                       | |                                                       |
| Insulin                                               | Injektion                                             | Behandlung des insulinabhängigen Diabetes mellitus                                                                                                 | 1977                                                  |
| Intermediäres Insulin (NPH-Insulin, Zink-Insulin)     | Injektion                                             | Behandlung des insulinabhängigen Diabetes mellitus                                                                                                 | 1985                                                  |
| 18.5.2 Orale hypoglykämische Mittel                   |                                                       | |                                                       |
| Gliclazid                                             | Kapsel, Tablette                                      | Behandlung des nicht-insulinabhängigen Diabetes mellitus Typ 2; Ersatz für Glibenclamid, da dieses nicht für Patienten über 60 Jahren geeignet ist | 2013                                                  |
| Metformin                                             | Tablette                                              | Behandlung des nicht-insulinabhängigen Diabetes mellitus Typ 2                                                                                     | 1998                                                  |
| Metformin (komplementär)                              | Tablette                                              | Behandlung des nicht-insulinabhängigen Diabetes mellitus Typ 2                                                                                     | 1998                                                  |
| 18.6 Hypoglykämie                                     |                                                       | |                                                       |
| Glucagon                                              | Injektion                                             | (Behandlung einer Unterzuckerung) | 2011                                                  |
| Diazoxid (komplementär)                               | Saft, Tablette                                        | [ A 3 ] | 2019                                                  |
| 18.7 Schilddrüsen-Medikamente                         |                                                       | |                                                       |
| L-Thyroxin                                            | Tablette                                              | Therapie der Schilddrüsenunterfunktion (Hypothyreose)                                                                                              | 1977                                                  |
| Kaliumiodid                                           | Tablette                                              | Thyreotoxische Krise | 1979                                                  |
| Propylthiouracil                                      | Tablette                                              | Therapie der Schilddrüsenüberfunktion (Hyperthyreose)                                                                                              | 1979                                                  |
| Thiamazol                                             | Tablette                                              | [ A 3 ] | 2019                                                  |
| Iod-Kaliumiodid-Lösung (komplementär)                 | Saft                                                  | [ A 3 ] | 2009                                                  |
| Kaliumiodid (komplementär)                            | Tablette                                              | [ A 3 ] | 2019                                                  |
| Propylthiouracil (komplementär)                       | Tablette                                              | Therapie der Schilddrüsenüberfunktion (Hyperthyreose)                                                                                              | 1979                                                  |
| Thiamazol (komplementär)                              | Tablette                                              | [ A 3 ] | 2019                                                  |

### 19 Immunologisch wirksame Medikamente
| Name | empfohlene Applikationsform   | Indikationen gemäß Weltgesundheitsorganisation | Jahr der Aufnahme             |
| 19.1 Diagnostische Wirkstoffe | 19.1 Diagnostische Wirkstoffe | 19.1 Diagnostische Wirkstoffe | 19.1 Diagnostische Wirkstoffe |
| --- | ----------------------------- | --- | ----------------------------- |
| Tuberkulin-Test mit gereinigtem Tuberkulin | Injektion                     | Intradermale Injektion als diagnostischer Test für Tuberkulin-Reaktion | 1977                          |
| 19.2 Antiseren und Immunglobuline |                               | |                               |
| Antivenom-Immunglobulin | Injektion                     | Neutralisierung von Schlangengiften bei Patienten, die Krankheitssymptome zeigen (Störungen der Blutgerinnung, Schock, Nervenschäden, Muskelschäden, Nierenschäden, ausgeprägte Schwellung, schnelle Ausbreitung der Beschwerden). Die Gegengifte müssen an die lokalen Schlangenvorkommen angepasst werden. | 1977                          |
| Diphtherie-Antitoxin | Injektion                     | Passive Immunisierung bei Diphtherie-verdächtigen Fällen | 1977                          |
| 19.3 Impfstoffe |                               | |                               |
| Impfstoffe gegen Tuberkulose (Bacillus Calmette-Guérin), Cholera, Diphtherie, Denguefieber, Enzephalitis, Hepatitis A, Hepatitis B, Haemophilus influenzae, Humane Papillomviren, Influenza, Japanische Enzephalitis, Masern, Meningokokken, Mumps, Keuchhusten, Pneumokokken, Poliomyelitis, Tollwut, Rotavirus, Röteln, Tetanus, Typhus, Varizellen, Gelbfieber |                               | |                               |

### 20 Muskelrelaxanzien und Cholinesterasehemmer
| Name                         | empfohlene Applikationsform     | Indikationen gemäß Weltgesundheitsorganisation                                                 | Jahr der Aufnahme |
| ---------------------------- | ------------------------------- | ---------------------------------------------------------------------------------------------- | ----------------- |
| Atracurium                   | Injektion                       | (nichtdepolarisierendes Muskelrelaxans bei chirurgischen Eingriffen)                           | 2011              |
| Neostigmin                   | Injektion, Tablette             | Antagonisierung von nichtdepolarisierenden Muskelrelaxantien; Behandlung der Myasthenia gravis | 1977              |
| Suxamethonium                | Injektion, Pulver zur Injektion | Depolarisierendes Muskelrelaxans                                                               | 1977              |
| Vecuronium                   | Pulver zur Injektion            | nichtdepolarisierendes Muskelrelaxans bei chirurgischen Eingriffen                             | 1993              |
| Pyridostigmin (komplementär) | Injektion, Tablette             | Behandlung der Myasthenia gravis; Antagonisierung von nichtdepolarisierenden Muskelrelaxantien | 1979              |
| Vecuronium (komplementär)    | Pulver zur Injektion            | nichtdepolarisierendes Muskelrelaxans bei chirurgischen Eingriffen                             | 1993              |

### 21 Zubereitungen für die Augenheilkunde
| Name                                                    | empfohlene Applikationsform       | Indikationen gemäß Weltgesundheitsorganisation                                                                             | Jahr der Aufnahme                 |
| 21.1 Wirkstoffe gegen Infektionen                       | 21.1 Wirkstoffe gegen Infektionen | 21.1 Wirkstoffe gegen Infektionen                                                                                          | 21.1 Wirkstoffe gegen Infektionen |
| ------------------------------------------------------- | --------------------------------- | --- | --------------------------------- |
| Aciclovir                                               | Salbe                             | Behandlung der Herpes-bedingten Entzündung der Hornhaut (Keratitis) und systemischer Infektionen                           | 2007                              |
| Erythromycin                                            | Salbe                             | Infektionen durch Chlamydia trachomatis oder Neisseria gonorrhoea                                                          |                                   |
| Azithromycin                                            | Augentropfen                      | bakterielle Infektionen des Auges                                                                                          | 2013                              |
| Gentamicin                                              | Augentropfen                      | bakterielle Infektionen der Bindehaut (Konjunktivitis), Entzündung des Augenlids (Blepharitis)                             | 1990                              |
| Natamycin                                               | Augentropfen                      | mykotische Infektionen der Hornhaut (Keratitis)                                                                            | 2017                              |
| Ofloxacin                                               | Augentropfen                      | bakterielle Infektionen der Bindehaut (Konjunktivitis), Entzündung des Augenlids (Blepharitis)                             | 2013                              |
| Tetracyclin                                             | Augensalbe                        | Oberflächliche bakterielle Infektionen des Auges, Behandlung des Trachoms, Prophylaxe der Gonoblennorrhoe des Neugeborenen | 1977                              |
| 21.2 Entzündungshemmende Mittel                         |                                   | |                                   |
| Prednisolon                                             | Augentropfen                      | kurzzeitige Behandlung einer Augenentzündung                                                                               | 1990                              |
| 21.3 Lokalanästhetika                                   |                                   | |                                   |
| Tetracain                                               | Augentropfen                      | Oberflächenanästhesie von Augenlid und Bindehaut                                                                           | 1977                              |
| 21.4 Miotika und Wirkstoffe zur Behandlung des Glaukoms |                                   | |                                   |
| Acetazolamid                                            | Tablette                          | Behandlung des chronischen Offenwinkelglaukoms, Behandlung des akuten Engwinkelglaukoms                                    | 1977                              |
| Latanoprost                                             | Augentropfen                      | Behandlung des Glaukoms, erhöhter Augendruck                                                                               | 2013                              |
| Pilocarpin                                              | Augentropfen                      | Behandlung des chronischen Offenwinkelglaukoms, Behandlung des akuten Engwinkelglaukoms, Antagonisierung von Mydriatika    | 1977                              |
| Timolol                                                 | Augentropfen                      | Erhöhter Augendruck, chronisches Offenwinkelglaukom, sekundäre Glaukome                                                    | 1985                              |
| 21.5 Mydriatika                                         |                                   | |                                   |
| Atropin                                                 | Augentropfen                      | Langwirksames therapeutischen Mydriatikum                                                                                  | 1977                              |
| Adrenalin (komplementär)                                | Augentropfen                      | Reduktion des Augendruckes, Mydriatikum. Anwendung bei erhöhtem Augendruck, chronischem Offenwinkelglaukom                 | 1979                              |
| 21.6 Vascular Endothelial Growth Factor (VEGF)          |                                   | |                                   |
| Bevacizumab (komplementär)                              | Injektion                         | altersabhängige Makuladegeneration                                                                                         | 2013                              |

### 22 Reproduktive Gesundheit und Perinatale Pflege
| Name                                              | empfohlene Applikationsform             | Indikationen gemäß Weltgesundheitsorganisation                                                                         | Jahr der Aufnahme          |
| 22.1 Kontrazeptiva                                | 22.1 Kontrazeptiva                      | 22.1 Kontrazeptiva | 22.1 Kontrazeptiva         |
| 22.1.1 Orale Kontrazeptiva                        | 22.1.1 Orale Kontrazeptiva              | 22.1.1 Orale Kontrazeptiva                                                                                             | 22.1.1 Orale Kontrazeptiva |
| ------------------------------------------------- | --------------------------------------- | --- | -------------------------- |
| Ethinylestradiol + Levonorgestrel                 | Tablette                                | Orale Kontrazeption (Antibabypille)                                                                                    | 1979                       |
| Ethinylestradiol + Norethisteron                  | Tablette                                | Orale Kontrazeption | 1977                       |
| Levonorgestrel                                    | Tablette                                | Orale Kontrazeption. Orale Notfallkontrazeption                                                                        | 1997                       |
| Ulipristal                                        | Tablette                                | Orale Notfallkontrazeption                                                                                             | 2017                       |
| 22.1.2 Injizierbare Kontrazeptiva                 |                                         | |                            |
| Estradiol-17β-cipionat + Medroxyprogesteronacetat | Injektion                               | Kurzfristige (Progesteron/Östrogen)-Empfängnisverhütung                                                                | 2007                       |
| Medroxyprogesteronacetat                          | Depot-Injektion                         | Langwirksame Empfängnisverhütung                                                                                       | 1985                       |
| Norethisteronenantat                              | Lösung                                  | Langwirksame Empfängnisverhütung                                                                                       | 1985                       |
| 22.1.3 Intrauterinpessar                          |                                         | |                            |
| Kupferhaltiges Intrauterinpessar                  |                                         | (Intrauterine) Empfängnisverhütung                                                                                     | 1988                       |
| Levonorgestrelfreisetzendes Intrauterinpessar     |                                         | (Intrauterine) Empfängnisverhütung                                                                                     |                            |
| 22.1.4 Mechanische Empfängnisverhütung            |                                         | |                            |
| Kondom                                            |                                         | Mechanische Empfängnisverhütung                                                                                        | 1988                       |
| Diaphragma                                        |                                         | Mechanische Empfängnisverhütung                                                                                        | 1988                       |
| 22.1.5 Implantierbare Kontrazeptiva               |                                         | |                            |
| Etonogestrel-freisetzendes Implantat              |                                         | Langfristige Empfängnisverhütung (Progestin-basiert)                                                                   |                            |
| Levonorgestrel-freisetzendes Implantat            |                                         | Langfristige Empfängnisverhütung (Progestin-basiert)                                                                   | k. A.                      |
| 22.1.6 Intravaginale Kontrazeptiva                |                                         | |                            |
| Progesteronhaltiger Vaginalring                   |                                         | Für die Empfängnisverhütung in der Stillphase                                                                          |                            |
| 22.2 Ovulationsinduktion                          |                                         | |                            |
| Clomifen (komplementär)                           | Tablette                                | [ A 3 ] | 2019                       |
| 22.3 Oxytocine                                    |                                         | |                            |
| Carbetocin                                        | Injektion                               | [ A 3 ] | 2019                       |
| Ergometrin                                        | Injektion                               | Einleitung oder Verstärkung von Wehen, Behandlung von Blutungen nach der Geburt, alternativ oder ergänzend zu Oxytocin | 1977                       |
| Mifepriston + Misoprostol                         | Tablette                                | Schwangerschaftsabbruch („Wo gesetzlich erlaubt und kulturell akzeptiert“)                                             | 2005                       |
| Misoprostol                                       | Tablette, vaginale Tablette             | Einleitung von termingerechten Wehen, Abortausstoßung                                                                  | 2005                       |
| Oxytocin                                          | Injektion                               | Einleitung oder Verstärkung von Wehen, Behandlung von Blutungen nach der Geburt                                        | 1977                       |
| 22.4 Wehenhemmer (Tokolytika)                     |                                         | |                            |
| Nifedipin                                         | Kapsel                                  | Hemmung von vorzeitigen Wehen                                                                                          | 2005                       |
| 22.5 Medikamente für die Mutter                   |                                         | |                            |
| Dexamethason                                      | Injektion                               | [ A 3 ] | 2013                       |
| Tranexamsäure                                     | Injektion                               | [ A 3 ] | 2019                       |
| 22.6 Medikamente für das Neugeborene              |                                         | |                            |
| Coffeincitrat                                     | Injektion, Saft                         | [ A 3 ] | 2007                       |
| Chlorhexidin                                      | Lösung oder Gel                         | Pflege der Nabelschnur                                                                                                 | 2013                       |
| Ibuprofen (komplementär)                          | Lösung zur Injektion                    | [ A 3 ] | 2009                       |
| Prostaglandin E1 und E2 (komplementär)            | Lösung zur Injektion                    | [ A 3 ] | 2009                       |
| Surfactant (komplementär)                         | Lösung zur intratrachealen Instillation | [ A 3 ] | 2009                       |

### 23 Peritonealdialyse-Lösungen
| Name                                          | empfohlene Applikationsform      | Indikationen gemäß Weltgesundheitsorganisation                                                               | Jahr der Aufnahme |
| --------------------------------------------- | -------------------------------- | --- | ----------------- |
| intraperitoneale Dialyselösung (komplementär) | Lösung adäquater Zusammensetzung | Erhaltung des Flüssigkeit- und Elektrolythaushaltes bei Patienten mit akutem oder chronischem Nierenversagen | 1977              |

### 24 Psychopharmaka
| Name                                      | empfohlene Applikationsform       | Indikationen gemäß Weltgesundheitsorganisation | Jahr der Aufnahme                 |
| 24.1 Antipsychotische Medikamente         | 24.1 Antipsychotische Medikamente | 24.1 Antipsychotische Medikamente | 24.1 Antipsychotische Medikamente |
| ----------------------------------------- | --------------------------------- | --- | --------------------------------- |
| Chlorpromazin                             | Injektion, Saft, Tablette         | Behandlung der Schizophrenie und anderer Psychosen                                                                                                | 1977                              |
| Fluphenazin                               | Injektion                         | Erhaltungsbehandlung der Schizophrenie und anderer Psychosen                                                                                      | 1977                              |
| Haloperidol                               | Injektion, Tablette               | Schizophrenie und andere Psychosen, Manie, psychomotorische Unruhe und aggressives Verhalten, in Kombinationstherapie bei schweren Angststörungen | 1977                              |
| Risperidon                                | Kapsel, Tablette                  | Behandlung der Schizophrenie | 2013                              |
| Chlorpromazin (komplementär)              | Injektion, Saft, Tablette         | Behandlung der Schizophrenie und anderer Psychosen                                                                                                | 1977                              |
| Clozapin (komplementär)                   | Kapsel, Tablette                  | Behandlung von therapieresistenten Psychosen | 2013                              |
| Haloperidol (komplementär)                | Injektion, Saft, Kapsel           | Schizophrenie und andere Psychosen, Manie, psychomotorische Unruhe und aggressives Verhalten, in Kombinationstherapie bei schweren Angststörungen | 1977                              |
| 24.2 Medikamente bei affektiven Störungen |                                   | |                                   |
| 24.2.1 Behandlung der Depression          |                                   | |                                   |
| Amitriptylin                              | Tablette                          | Trizyklisches Antidepressivum zur Behandlung mittelschwerer und schwerer Depression, neuropathischer Schmerz                                      | 1977                              |
| Fluoxetin                                 | Kapsel, Tablette                  | Behandlung mittelschwerer und schwerer Depressionen                                                                                               | 2007                              |
| Fluoxetin (komplementär)                  | Kapsel, Tablette                  | Behandlung mittelschwerer und schwerer Depressionen                                                                                               | 2007                              |
| 24.2.2 Behandlung der Bipolaren Störung   |                                   | |                                   |
| Carbamazepin                              | Tablette                          | Prophylaxe von bipolaren Störungen bei fehlendem Ansprechen auf Lithium                                                                           | 1998                              |
| Lithiumcarbonat                           | Kapsel, Tablette                  | Prophylaxe und Behandlung bipolarer (manisch-depressiver) Störungen                                                                               | 1977                              |
| Valproinsäure                             | Tablette                          | Behandlung manischer Episoden der bipolaren Störung                                                                                               | 1998                              |
| 24.3 Medikamente bei Angst                |                                   | |                                   |
| Diazepam                                  | Tablette                          | Langwirksames Benzodiazepin zur Angstlösung (Anxiolyse) und Schlafförderung                                                                       | 1977                              |
| 24.4 Medikamente bei Zwangsstörungen      |                                   | |                                   |
| Clomipramin                               | Kapsel                            | Kontrolle von Panikattacken und Zwangsstörungen                                                                                                   | 1995                              |
| 24.5 Medikamente bei Suchterkrankungen    |                                   | |                                   |
| Bupropion                                 | Tablette                          | | 2021                              |
| Nikotinersatztherapie                     | Kaugummi, Pflaster                | [ A 3 ] | 2009                              |
| Methadon (komplementär)                   | Saft                              | Behandlung der Opioid-Abhängigkeit im Rahmen fester Programme (alternativ Buprenorphin)                                                           | 2005                              |

### 25 Am Atemtrakt wirksame Stoffe
| Name | empfohlene Applikationsform                                                                                  | Indikationen gemäß Weltgesundheitsorganisation                                                               | Jahr der Aufnahme                                                                                            |
| 25.1 Medikamente zur Behandlung von Asthma bronchiale und der chronisch obstruktiven Lungenerkrankung (COPD) | 25.1 Medikamente zur Behandlung von Asthma bronchiale und der chronisch obstruktiven Lungenerkrankung (COPD) | 25.1 Medikamente zur Behandlung von Asthma bronchiale und der chronisch obstruktiven Lungenerkrankung (COPD) | 25.1 Medikamente zur Behandlung von Asthma bronchiale und der chronisch obstruktiven Lungenerkrankung (COPD) |
| --- | --- | --- | --- |
| Beclometason                                                                                                 | Inhalation als Aerosol                                                                                       | Inhalatives Kortikosteroid zu Anwendung bei Asthma bronchiale und COPD                                       | 1990 |
| Budesonid | Inhalation als Aerosol                                                                                       | (Inhalatives Kortikosteroid zu Anwendung bei Asthma bronchiale und COPD)                                     | 2009 |
| Budesonid + Formoterol                                                                                       | Pulver zur Inhalation                                                                                        | | |
| Adrenalin | Injektion | Behandlung des akuten Asthmaanfalls bei Versagen von Beta-2-Sympathomimetika                                 | 1977 |
| Ipratropiumbromid                                                                                            | Inhalation als Aerosol                                                                                       | Chronisches Asthma bronchiale, COPD                                                                          | 1998 |
| Salbutamol                                                                                                   | Inhalation (Aerosol, Vernebler), Injektion                                                                   | Therapie und Prophylaxe von Asthma bronchiale und andere Atemwegsobstruktionen                               | 1977 |
| Tiotropium                                                                                                   | Pulver oder Lösung zur Inhalation, Kapsel                                                                    | [ A 3 ] | 2019 |

### 26 Lösungen zur Behandlung von Störungen des Wasser-, Elektrolyt- und Säure-Basen-Haushaltes
| Name                              | empfohlene Applikationsform | Indikationen gemäß Weltgesundheitsorganisation                                                          | Jahr der Aufnahme |
| 26.1 Peroral                      | 26.1 Peroral                | 26.1 Peroral                                                                                            | 26.1 Peroral      |
| --------------------------------- | --------------------------- | --- | ----------------- |
| Orale Rehydrationssalze           | lösliches Pulver            | Ersatz von Salz- und Wasserverlusten bei Durchfall (Diarrhoe)                                           | k. A.             |
| Kaliumchlorid                     | lösliches Pulver            | Vermeidung und Behandlung des Kaliummangels, insbesondere unter Diuretika-Therapie                      | 1977              |
| 26.2 Parenteral                   |                             | |                   |
| Glucose                           | Lösung zur Injektion        | Flüssigkeitsersatz bei normalen Elektrolytkonzentrationen, Behandlung der Unterzuckerung (Hypoglykämie) | 1977              |
| Glucose mit Natriumchlorid        | Lösung zur Injektion        | Flüssigkeits- und Elektrolytersatz                                                                      | 1979              |
| Kaliumchlorid                     | Lösung zur Injektion        | Vermeidung und Behandlung des Kaliummangels                                                             | 1977              |
| Natriumchlorid                    | Lösung zur Injektion        | Infusionstherapie zum Flüssigkeits- und Elektrolytersatz                                                | 1977              |
| Natriumhydrogencarbonat           | Lösung zur Injektion        | Behandlung der metabolischen Azidose                                                                    | 1977              |
| Natriumlaktat, Kombinationslösung | Lösung zur Injektion        | Infusionstherapie vor und während Operationen, Volumenmangelschock                                      | 1977              |
| 26.3 Verschiedenes                |                             | |                   |
| Wasser für Injektionszwecke       | Injektion                   | Zum Auflösen und Verdünnen, in Ampullen abgefüllt.                                                      | 1977              |

### 27 Vitamine und Mineralstoffe
| Name                                 | empfohlene Applikationsform                                    | Indikationen gemäß Weltgesundheitsorganisation                                                                                               | Jahr der Aufnahme |
| ------------------------------------ | -------------------------------------------------------------- | --- | ----------------- |
| Ascorbinsäure (Vitamin C)            | Tablette                                                       | Prophylaxe und Therapie von Skorbut | 1979              |
| Cholecalciferol (Vitamin D3)         | Kapsel, Saft, Tablette                                         | [ A 3 ] | 2011              |
| Ergocalciferol (Vitamin D2)          | Kapsel, Saft, Tablette                                         | Prophylaxe und Therapie des Vitamin-D-Mangels bei Malabsorption oder chronischen Leber-Erkrankungen, Calciummangel bei Hypoparathyreoidismus | 1977              |
| Iod                                  | iodhaltiges Öl, Kapsel                                         | Struma-Prophylaxe in Iodmangelgebieten, wo der Bedarf durch Iodsalz nicht gedeckt ist                                                        | 1990              |
| Nicotinamid (Vitamin B3)             | Tablette                                                       | Prophylaxe und Therapie des Nicotinamid-Mangels                                                                                              | 1977              |
| Pulver mit mehreren Mikronährstoffen | Sachet                                                         | enthält Eisen, Zink und Vitamin A | 2019              |
| Pyridoxin (Vitamin B6)               | Tablette                                                       | Behandlung des Pyroxidin-Mangels aufgrund metabolischer Erkrankungen, bei Nervenschäden durch Isoniazid, Sideroblastische Anämie             | 1979              |
| Retinol (Vitamin A)                  | Kapsel, ölige Trinklösung, Tablette, wassermischbare Injektion | Prophylaxe und Therapie des Retinol-Mangels, Vermeidung von Komplikationen der Masern                                                        | 1977              |
| Riboflavin (Vitamin B2)              | Tablette                                                       | Therapie des Riboflavin-Mangels | 1977              |
| Natriumfluorid                       | topische Formulierung                                          | Prävention von Karies | 1979              |
| Thiamin (Vitamin B1)                 | Tablette                                                       | Prophylaxe und Therapie des Thiamin-Mangels                                                                                                  | 1977              |
| Calciumgluconat (komplementär)       | Injektion                                                      | Therapie der Tetanie aufgrund von Calciummangel                                                                                              | 1998              |

### 28 Behandlung von HNO-Erkrankungen des Kindesalters
| Name          | empfohlene Applikationsform | Indikationen gemäß Weltgesundheitsorganisation | Jahr der Aufnahme |
| ------------- | --------------------------- | ---------------------------------------------- | ----------------- |
| Essigsäure    | Topische Formulierung       | [ A 3 ]                                        | 2009              |
| Budesonid     | Nasenspray                  | [ A 3 ]                                        | 2009              |
| Ciprofloxacin | Topische Formulierung       | [ A 3 ]                                        | 2009              |
| Xylometazolin | Nasenspray                  | [ A 3 ]                                        | 2009              |

### 29 Wirkstoffe für Gelenkerkrankungen
| Name                                          | empfohlene Applikationsform              | Indikationen gemäß Weltgesundheitsorganisation                                 | Jahr der Aufnahme                        |
| 29.1 Wirkstoffe zur Behandlung der Gicht      | 29.1 Wirkstoffe zur Behandlung der Gicht | 29.1 Wirkstoffe zur Behandlung der Gicht                                       | 29.1 Wirkstoffe zur Behandlung der Gicht |
| --------------------------------------------- | ---------------------------------------- | ------------------------------------------------------------------------------ | ---------------------------------------- |
| Allopurinol                                   | Tablette                                 | Behandlung der Gicht                                                           | 1977                                     |
| 29.2 Basistherapie rheumatischer Erkrankungen |                                          |                                                                                |                                          |
| Chloroquin                                    | Tablette                                 | Behandlung des Fortschreitens von Erkrankungen des rheumatischen Formenkreises | 1998                                     |
| Azathioprin (komplementär)                    | Tablette                                 | Medikament der zweiten Wahl, falls ein anderes Mittel nicht effektiv ist       | 1998                                     |
| Hydroxychloroquin (komplementär)              | Kapsel                                   | Alternative zu Chloroquin                                                      | 2011                                     |
| Methotrexat (komplementär)                    | Tablette                                 | Immunsuppressivum, Erkrankungen des rheumatischen Formenkreises                | 1998                                     |
| Penicillamin (komplementär)                   | Kapsel oder Tablette                     | Behandlung des Fortschreitens von Erkrankungen des rheumatischen Formenkreises | 1998                                     |
| Sulfasalazin (komplementär)                   | Tablette                                 | Behandlung des Fortschreitens der schweren rheumatoiden Arthritis              | 1998                                     |
| 29.3 Behandlung juveniler Gelenkerkrankungen  |                                          |                                                                                |                                          |
| Acetylsalicylsäure (komplementär)             | Tablette, Zäpfchen                       | rheumatisches Fieber, Jugendrheuma, Kawasaki-Syndrom                           | 2013                                     |

### 30 Wirkstoffe für zahnmedizinische Zubereitungen
| Name                | empfohlene Applikationsform                                                 | Indikationen gemäß Weltgesundheitsorganisation | Jahr der Aufnahme |
| ------------------- | --------------------------------------------------------------------------- | ---------------------------------------------- | ----------------- |
| Fluoride            | topische Formulierung (Zahnpasta, Zahncreme oder Zahngel 1000 bis 1500 ppm) |                                                | 2021              |
| Glasionomerzement   |                                                                             |                                                | 2021              |
| Silberdiaminfluorid | Lösung (38 % w/v)                                                           |                                                | 2021              |